# Альпы
А́льпы (фр. Alpes, нем. Alpen, итал. Alpi, романш. Alps, словен. Alpe) — сложная система хребтов и массивов, протянувшаяся выпуклой дугой к северо-западу от Лигурийского моря до Среднедунайской низменности. Альпы располагаются на территории восьми стран: Франции, Монако, Италии, Швейцарии, Германии, Австрии, Лихтенштейна и Словении. Общая длина альпийской дуги составляет около 1200 км (по внутреннему краю дуги — около 750 км), ширина — до 260 км. Самой высокой вершиной Альп является гора Монблан высотой 4810 метров над уровнем моря, расположенная на границе Франции и Италии. Всего в Альпах сосредоточено около 100 вершин-четырёхтысячников.
Альпы являются международным центром альпинизма, горнолыжного спорта и туризма. Туризм в Альпах начал активно развиваться в XX веке и получил большой толчок после окончания Второй мировой войны, став одним из главных направлений в конце столетия. Пять стран из восьми (Швейцария, Франция, Италия, Австрия и Германия) были «хозяйками» зимних Олимпийских игр, которые проводились на альпийских объектах. Несмотря на активное развитие туризма, в альпийском регионе по-прежнему существует самобытная традиционная культура, включая сельское хозяйство, отгонное животноводство, деревообработку и сыроварение.
Благодаря расположению в центре Западной Европы, Альпы являются одной из наиболее изученных горных систем. Многие понятия названы по имени Альп, в частности, альпийский климатический пояс, период альпийской складчатости, альпийский тип рельефа, альпийские луга, альпинизм. Также в честь Альп названы другие горные системы, например, Австралийские Альпы в Австралии, Южные Альпы в Новой Зеландии и другие.

## Этимология
Общепринятого мнения по поводу происхождению названия Альпы не существует.

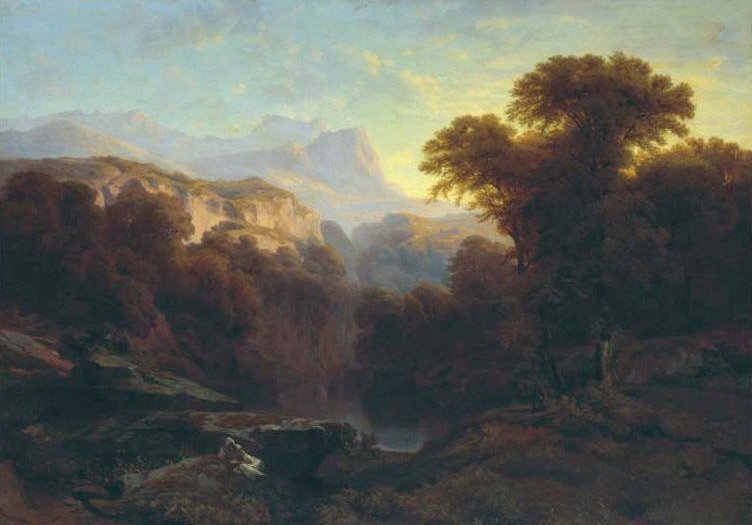
«Горный пейзаж» (Альпы), Михаил Эрасси

По одной из версий, латинское слово Alpes, которое образовалось от albus (белый), использовалось ещё в I веке до нашей эры для обозначения гор, покрытых снегом. Другое предположение говорит о том, что название произошло от слов Al или Ar, что означало высокогорную местность. Слово Alpe в современном французском и итальянском языках означает Горная вершина, равно как и Alp в немецком.
Слово Alpeis, или Alpes, использовалось для обозначения высоких гор и горных массивов учёными Древней Греции и Древней Византии. В частности, Прокопий Кесарийский, византийский писатель VI века, называет в своих сочинениях Альпы и Пиренеи одним названием — Geminas Alpeis. Другие горы назывались схожими названиями (Карпатские горы — Basternikae Alpes). В неизменном виде это слово сохранилось в современном греческом языке — Άλπεις (Alpeis).
В кельтском языке также присутствовало слово Alpes, которым кельты называли все высокие горы. Далее оно трансформировалось в английское Alps. Предположительно, к кельтам оно попало из Римской империи.

## Геология
Европейские учёные начали проявлять интерес к изучению происхождения и строения Альп в начале XVIII века. Альпы были первой горной цепью, которую начали системно и подробно исследовать. Как следствие, появилось несколько ключевых геологических концепций в результате прогресса в изучении Альп. В середине XIX века для объяснения наличия «сложения» горных цепей была использована теория геосинклиналей. В середине 1960-х годов ей на смену пришла теория тектоники плит, которая родилась вместе с новыми открытиями в геологии океанов. Эта теория дала основу текущему пониманию эволюции Альп.

Тектоническая карта средиземноморского региона

Процесс формирования горной цепи можно разделить на несколько этапов.
Анализ старейших горных пород в глубине Альп, в частности, содержащегося в них минерала циркона, показывает, что эти породы начали формироваться в конце протерозойского — начале кембрийского периодов (примерно 540 миллионов лет назад). Также на территории Альп иногда попадаются окаменелости кембрийского периода. В это же время началось сближение материков Гондвана и Лавразия. До пермского периода шло формирование пород кристаллического фундамента, который впоследствии сминался в эпоху герцинской складчатости.
Образование суперконтинента Пангея завершилось в конце каменноугольного периода при столкновении материков Гондвана и Лавразия. Будущие Альпы находились в месте столкновения двух тектонических плит, при этом их восточная часть оказалась под водой, на дне древнего океана Палеотетиса[страница не указана 1633 дня]. Раннепермский период характеризовался повышенной вулканической активностью, что привело совместно с влиянием ветров и осадков к разрушению герцинских складчатостей.
К середине триасового периода (около 220 миллионов лет назад) континентальный рифтогенез Африки и Европы породил древнее море Паратетис. В конце юрского периода (около 150 миллионов лет назад) в результате резкого снижения уровня воды в мировом океане Паратетис отступил с территории современных Южных Альп, оставив известняковые отложения, характерные для этой области. В это же время в сторону Европы от Африки начала двигаться Адриатическая плита, которая вызвала образование океанических впадин в Восточных Альпах. В настоящее время плита продолжает двигаться в сторону Европы, в частности, Периадриатичный разлом в Альпах лежит на границе плит.

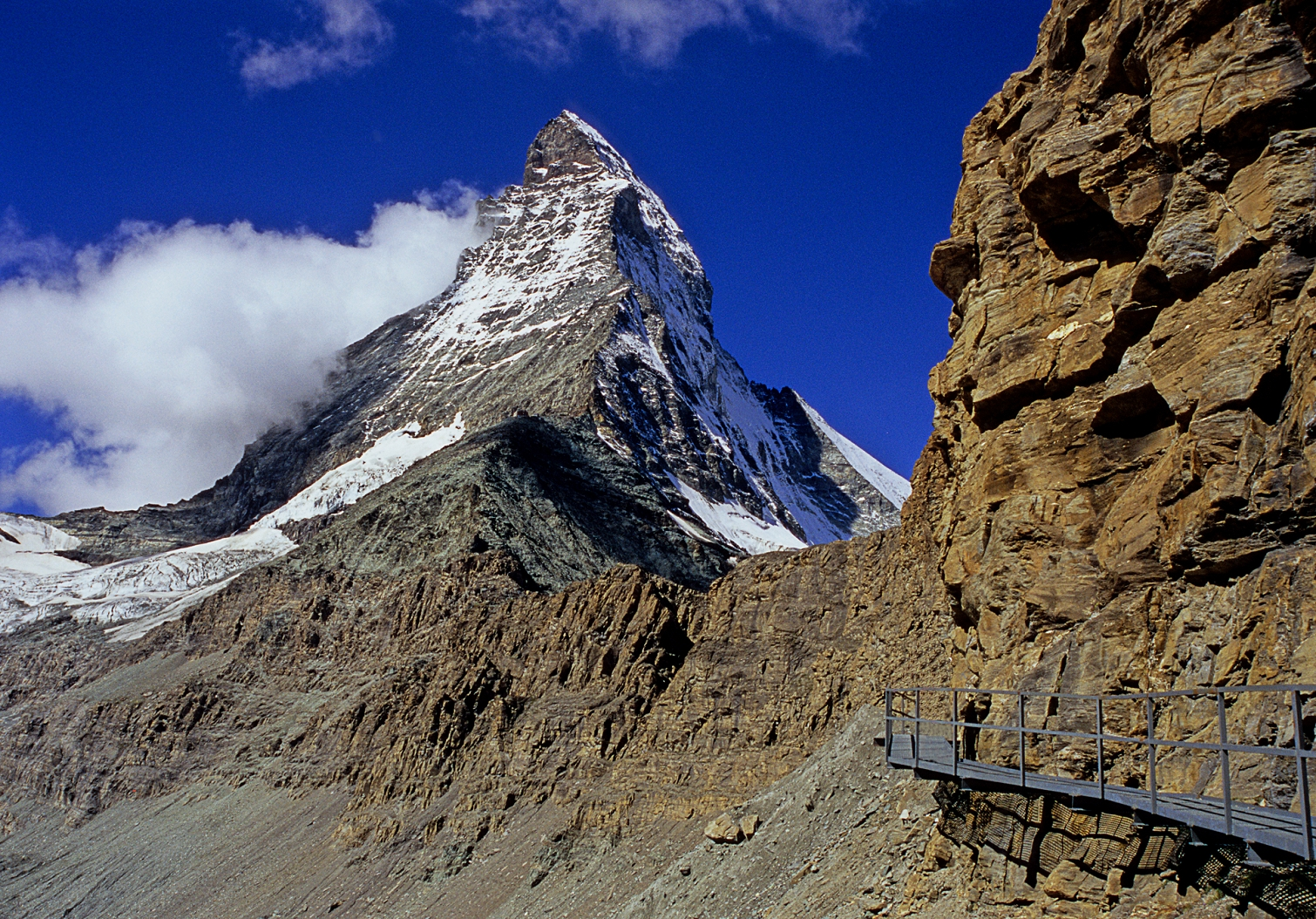
Маттерхорн является примером постоянного горообразования (на горе можно отследить различные слои пород, относящиеся к различным геологическим эпохам)

Около 60 миллионов лет назад, в меловом периоде, началось основное формирование горной цепи. Сперва процесс начался в восточно-австрийском регионе Альп, затем постепенно продвинулся на запад. Этот процесс получил название альпийской складчатости. Выделяют три основных региона Альп, отличающихся по структуре и геологическому составу и появившихся в результате формирования горного массива: Западные, Восточные и Южные Альпы.
Западные Альпы представляют собой самую молодую область Альп с кайнозойскими отложениями, характеризующуюся высокими острыми пиками, сложенными из кристаллических (гнейсы, слюдяные сланцы) и метаморфических (кварцево-филлитовые сланцы) пород. Высокая область Альп характеризуется широким распространением горно-ледникового рельефа и современного оледенения. Восточные Альпы более низкие и пологие, с встречающимися отложениями мезозойской эры. Основные отложения в Южных Альпах относятся к меловому периоду.
Формально структура Альп состоит из слоев горных пород европейского, африканского и океанического происхождения. Некоторые вершины, например, Маттерхорн, являются примером постоянного горообразования. На горе можно отследить различные слои пород, относящиеся к вышеописанным периодам.

## География

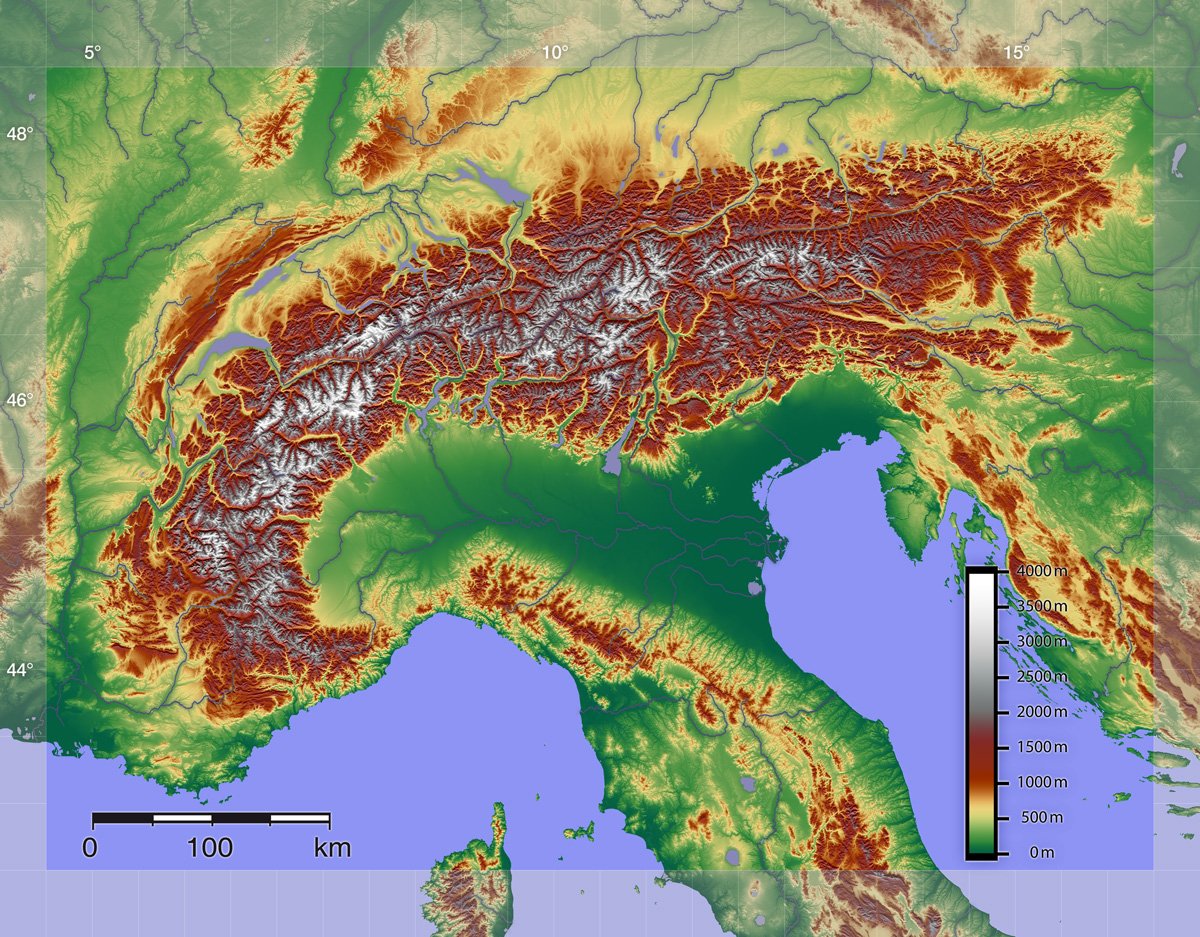
Физическая карта Альп

Альпы — важный климатораздел Европы. К северу и западу от них располагаются территории с умеренным климатом, к югу — субтропические средиземноморские ландшафты. Осадков на наветренных западных и северо-западных склонах 1500—2000 мм, местами до 4000 мм в год. В Альпах расположены истоки крупных рек (Рейна, Роны, По, Адидже, правых притоков Дуная), а также многочисленные озёра ледникового и тектонико-ледникового происхождения (Боденское, Женевское, Комо, Лаго-Маджоре и другие).
Хорошо выражена высотная поясность ландшафтов. До высоты 800 метров климат умеренно тёплый, на южных склонах — средиземноморский, много виноградников, садов, полей, средиземноморские кустарники и широколиственные леса. На высоте 800—1800 метров климат умеренный, влажный; широколиственные леса из дуба и бука кверху постепенно замещаются хвойными. До высоты 2200—2300 метров климат холодный, с длительным залеганием снега (так называемый Субальпийский пояс). Преобладают кустарники и высокотравные луга, летние пастбища. Выше, до границы вечных снегов — так называемый альпийский пояс с холодным климатом, преобладанием низкотравных изреженных альпийских лугов, большую часть года покрытых снегом. Ещё выше — нивальный пояс с ледниками, снежниками, каменистыми склонами.

## Полезные ископаемые
Альпы являются источником минералов, добываемых человеком на протяжении нескольких тысяч лет. В эпоху гальштатской культуры (VIII—VI век до нашей эры) кельтские племена добывали медь, а позже римляне добывали золото для монет в Бад Гаштайнской области. Месторождение в Штирии является источником высококачественной железной руды для сталелитейной промышленности. Кроме того, на территории большей части альпийского региона встречаются кристаллы таких минералов, как киноварь, аметист и кварц. Залежи киновари в Словении являются важным источником различных пигментов киновари[страница не указана 1633 дня].

## Районы Альп
Поперечной долиной между Боденским озером и озером Комо Альпы разделяются на более высокие Западные Альпы (высота до 4808 м, гора Монблан) и более низкие и широкие Восточные Альпы (высота до 4049 м, гора Бернина)
Во французской традиции вместо единых Западных Альп принято выделять Западные и Центральные. В такой модели границы между тремя частями Альп практически совпадают с государственными: Западные Альпы оказываются главным образом во Франции, Центральные — в Швейцарии, и Восточные — в Австрии.
Ниже приводится список основных районов Альп. Он носит во многом условный характер, так как различные источники проводят соответствующие границы по-разному.
- Западные Альпы
  - Лигурийские Альпы
  - Приморские Альпы
  - Прованские Альпы
  - Котские Альпы
  - Альпы Дофине
  - Грайские Альпы
  - Пеннинские Альпы
  - Бернские Альпы
  - Лепонтинские Альпы
  - Гларнские Альпы
- Восточные Альпы
  - Зона флиша[уточнить]
- Северные Известняковые Альпы
  - Баварские Альпы
- Центральные Восточные Альпы
  - Ретийские Альпы
  - Эцтальские Альпы
  - Циллертальские Альпы
  - Высокий Тауэрн
- Южные Известняковые Альпы
  - Ломбардские Альпы
  - Доломитовые Альпы
  - Карнийские Альпы
  - Юлийские Альпы
  - Караванке

Основные горные районы Альп и линия, разделяющая Западные и Восточные Альпы. 1. — Лигурийские Альпы, 2. — Приморские Альпы, 3. — Прованские Альпы, 4. — Котские Альпы, 5. — Альпы Дофине, 6. — Грайские Альпы, 7. — Пеннинские Альпы, 8. — Бернские Альпы, 9. — Лепонтинские Альпы, 10. — Гларнские Альпы, 11. — Северные Известняковые Альпы, 12. — Ретийские Альпы, 13. — Эцтальские Альпы, 14. — Циллертальские Альпы, 15. — Высокий Тауэрн, 16. — Ломбардские Альпы, 17. — Доломитовые Альпы, 18. — Карнийские Альпы, 19. — Юлийские Альпы, 20. — Караванке

В свою очередь существует и более дробное деление этих районов. Так, например, севернее Инсбрука выделяют Веттерштайнгебирге и Карвендельгебирге, а южнее — Штубайер альпен и Туксеральпен[страница не указана 1633 дня].

## Высочайшие вершины

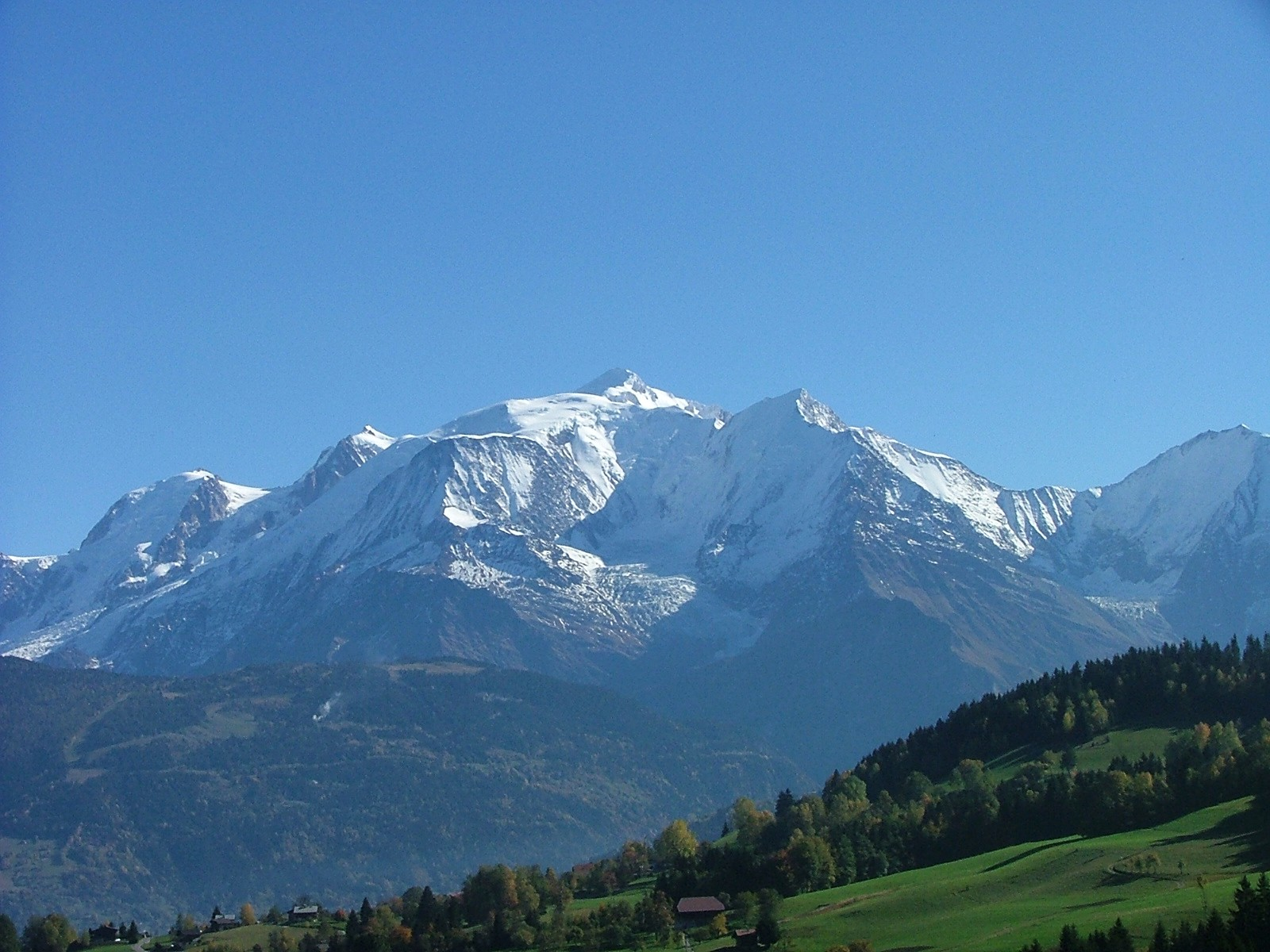
Гора Монблан, октябрь 2004

| Название       | Высота, м | Расположение     |
| -------------- | --------- | ---------------- |
| Монблан        | 4810,45   | Грайские Альпы   |
| Монте-Роза     | 4634      | Пеннинские Альпы |
| Дом            | 4545      | Пеннинские Альпы |
| Вайсхорн       | 4505      | Пеннинские Альпы |
| Маттерхорн     | 4478      | Пеннинские Альпы |
| Гран-Комбен    | 4314      | Пеннинские Альпы |
| Финстераархорн | 4273      | Бернские Альпы   |
| Алечхорн       | 4192      | Бернские Альпы   |
| Барр-дез-Экрен | 4102      | Альпы Дофине     |
| Гран-Парадизо  | 4061      | Грайские Альпы   |
| Бернина        | 4049      | Ретийские Альпы  |
| Вайсмис        | 4023      | Пеннинские Альпы |

### Ледники (глетчеры)
Для альпийского пояса характерно значительное распространение горно-ледниковых форм рельефа. В горах на высоте более 3000 метров над уровнем моря зимой выпадает больше снега, чем может растаять. В тех местах, где снег лежит круглый год, из-за давления снега, таяния и замерзания его верхнего слоя образуется основа ледника. Постепенно, по мере стекания воды по поверхности ледника, ледовые участки продвигаются вглубь долины. Лёд сползает, по дороге разрушает верхний слой почвы, отрывает и уносит с собой часть камней, песка или грунта. Поверхность ледника покрыта трещинами различной величины.
Линия вечного снега лежит на севере на высоте 2,5 км, а на юге — от 3 до 3,2 км. Общая площадь современного оледенения — 4140 км². Ледников в Альпах около 1200, наибольший — Алечский в Бернских Альпах с площадью 169 км². От ледников берут начало реки: Рона, Рейн и другие.

## Альпийские виды

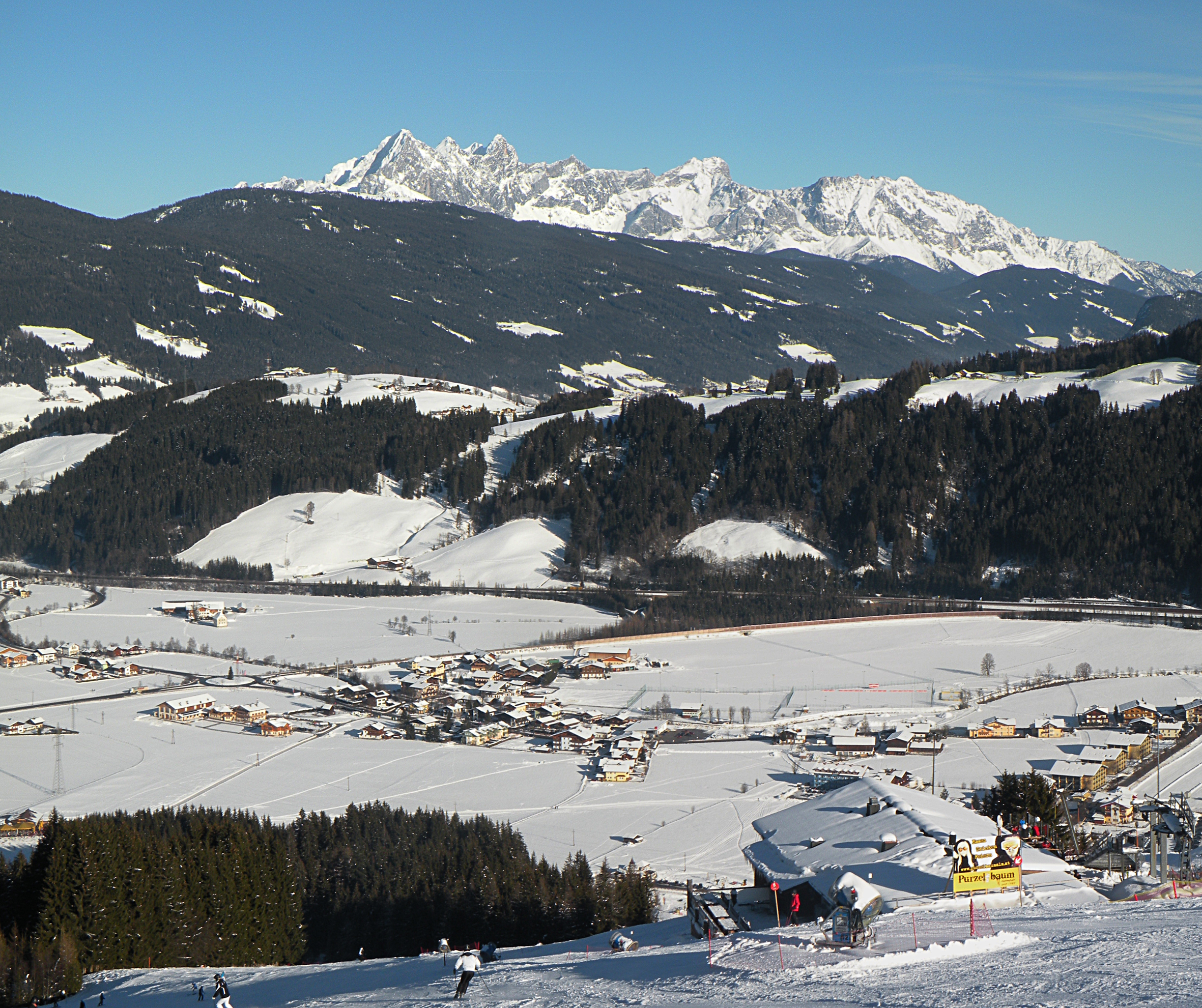
Вид на массив Дахштайн в Известняковых Альпах
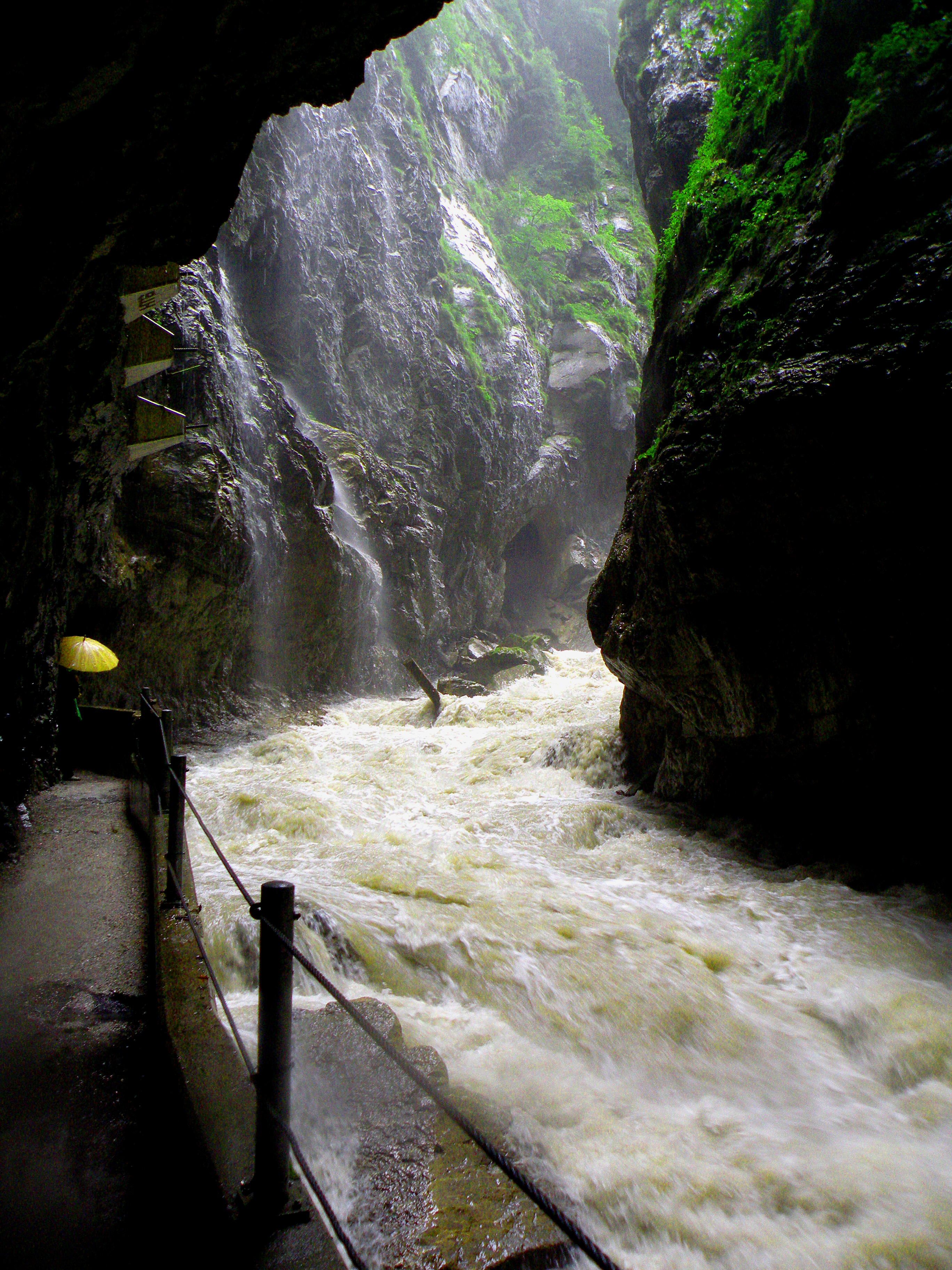
Ущелье Партнаха. У Гармиш-Партенкирхена
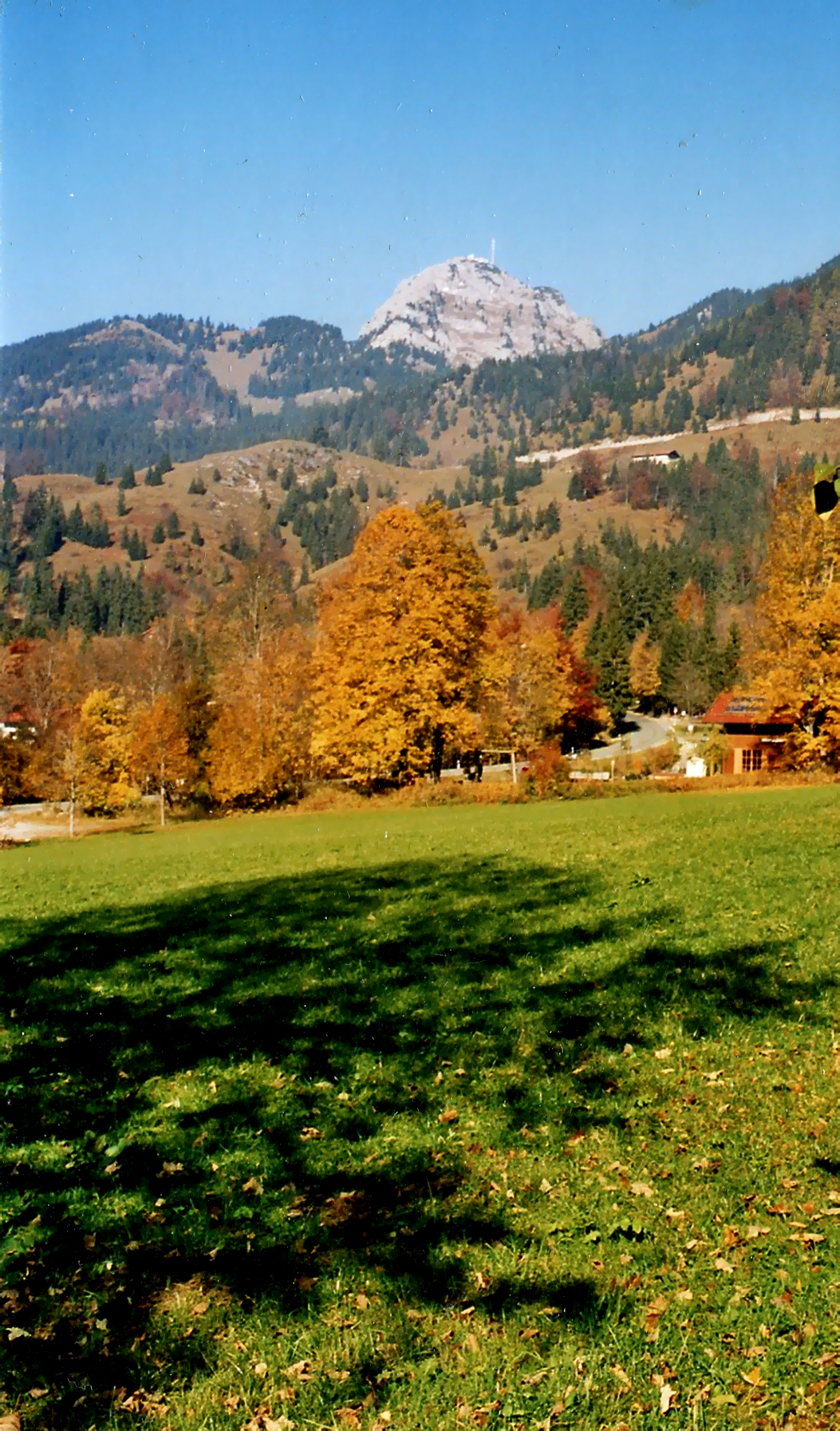
Немецкие Предальпы. Вершина Вендельштайн
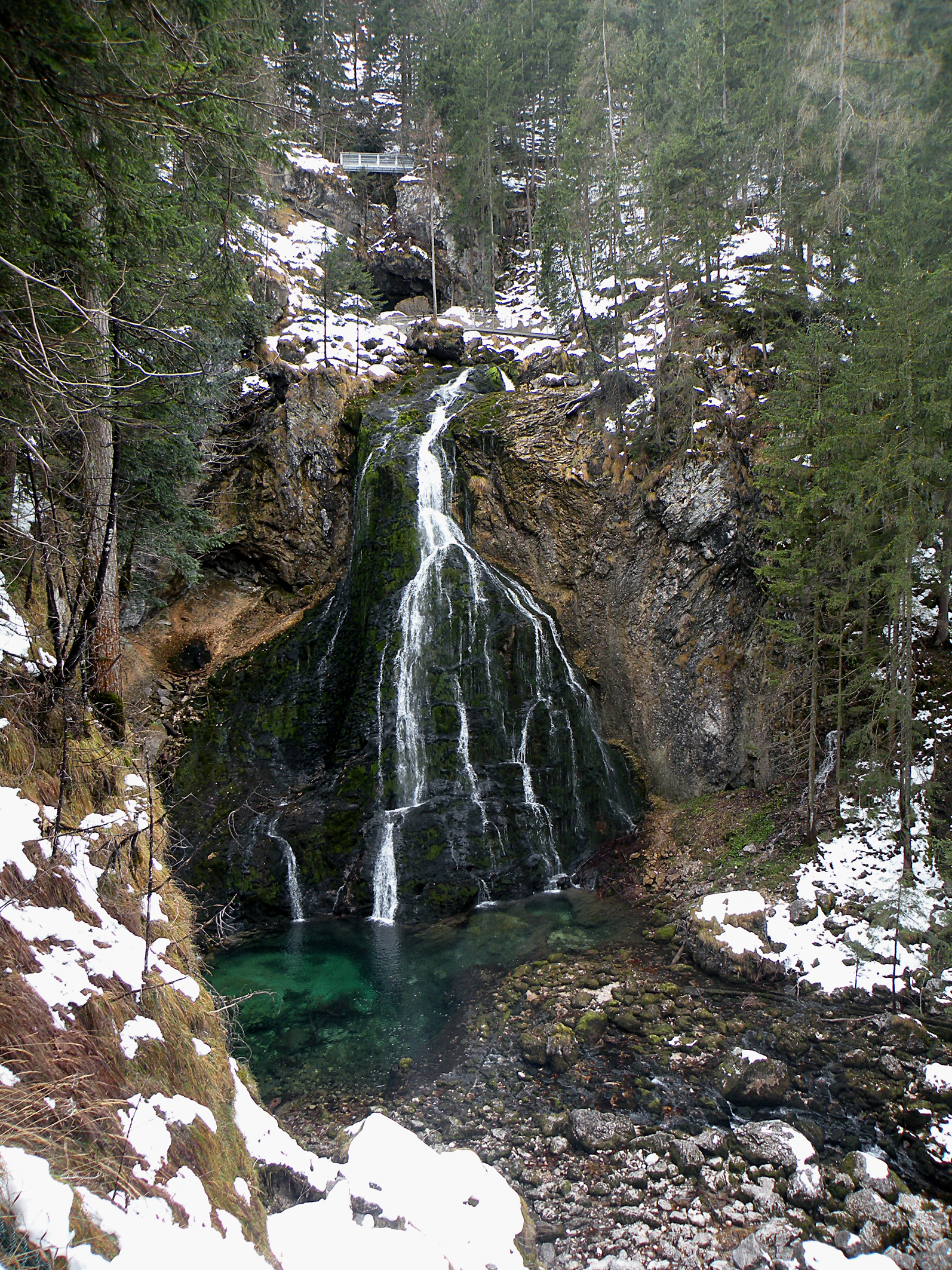
Водопад у Голлинга
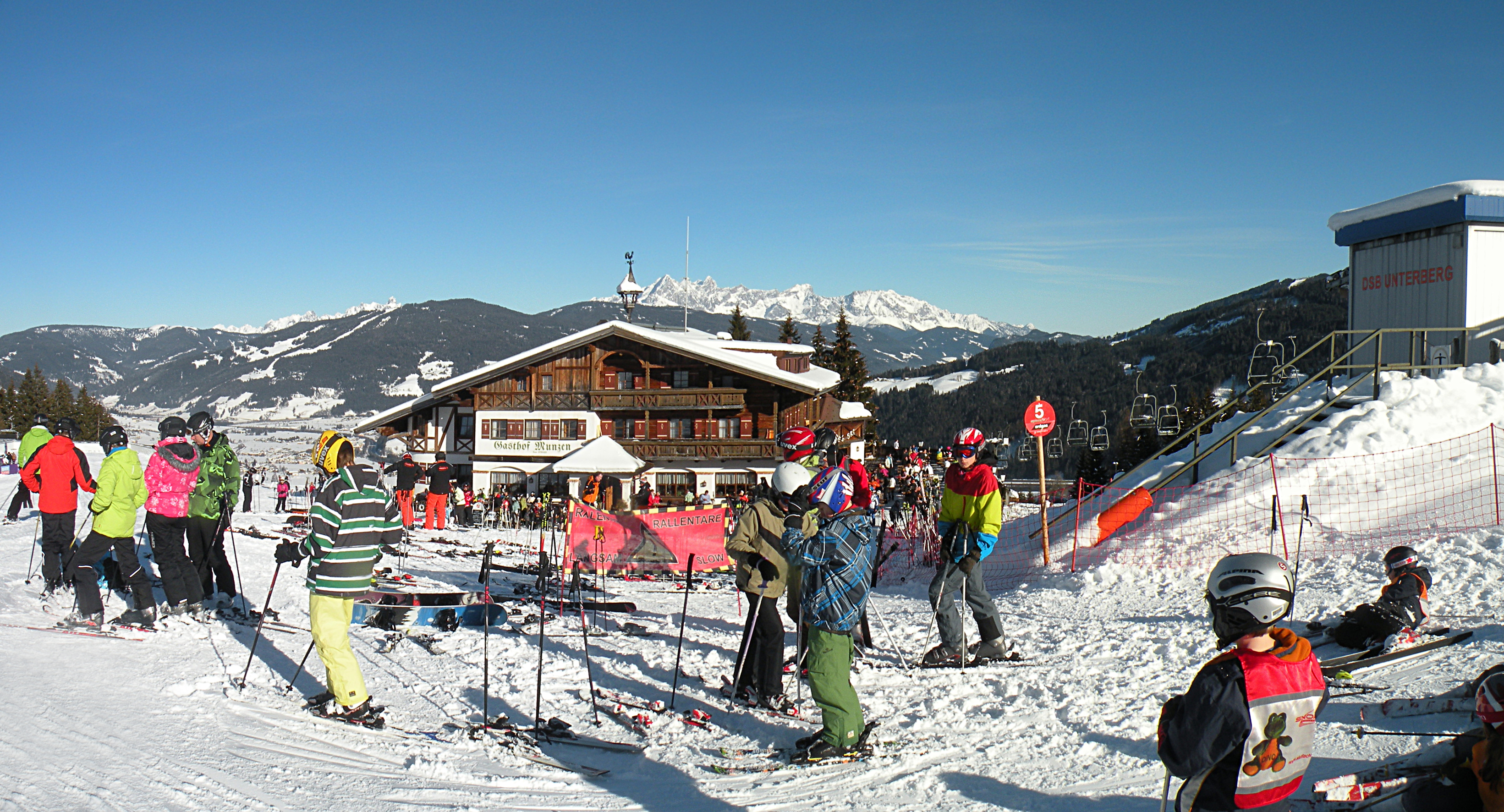
Спортбаза близ Флахау
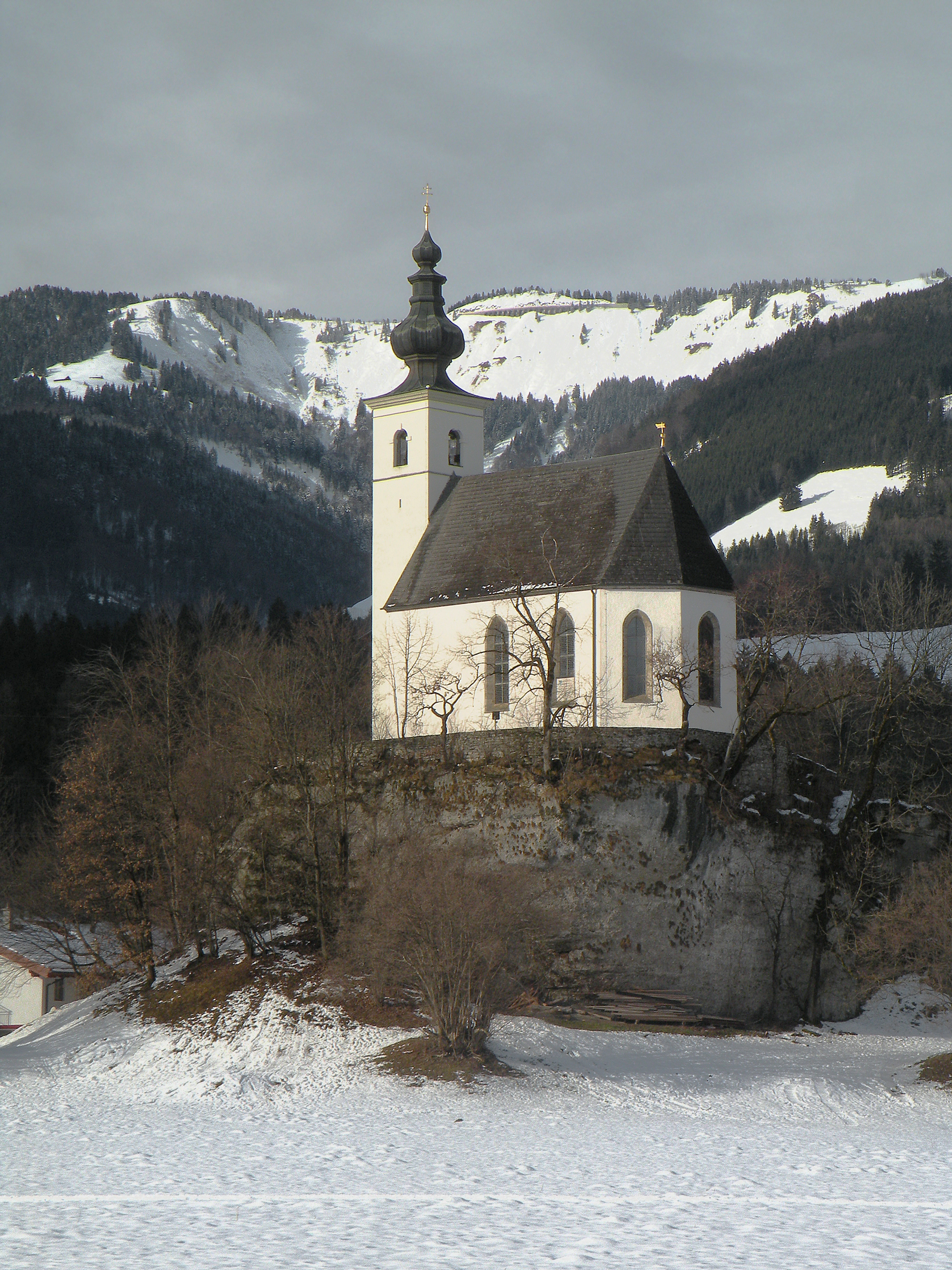
Хагенгебирге и церковь Св. Николая

## Население

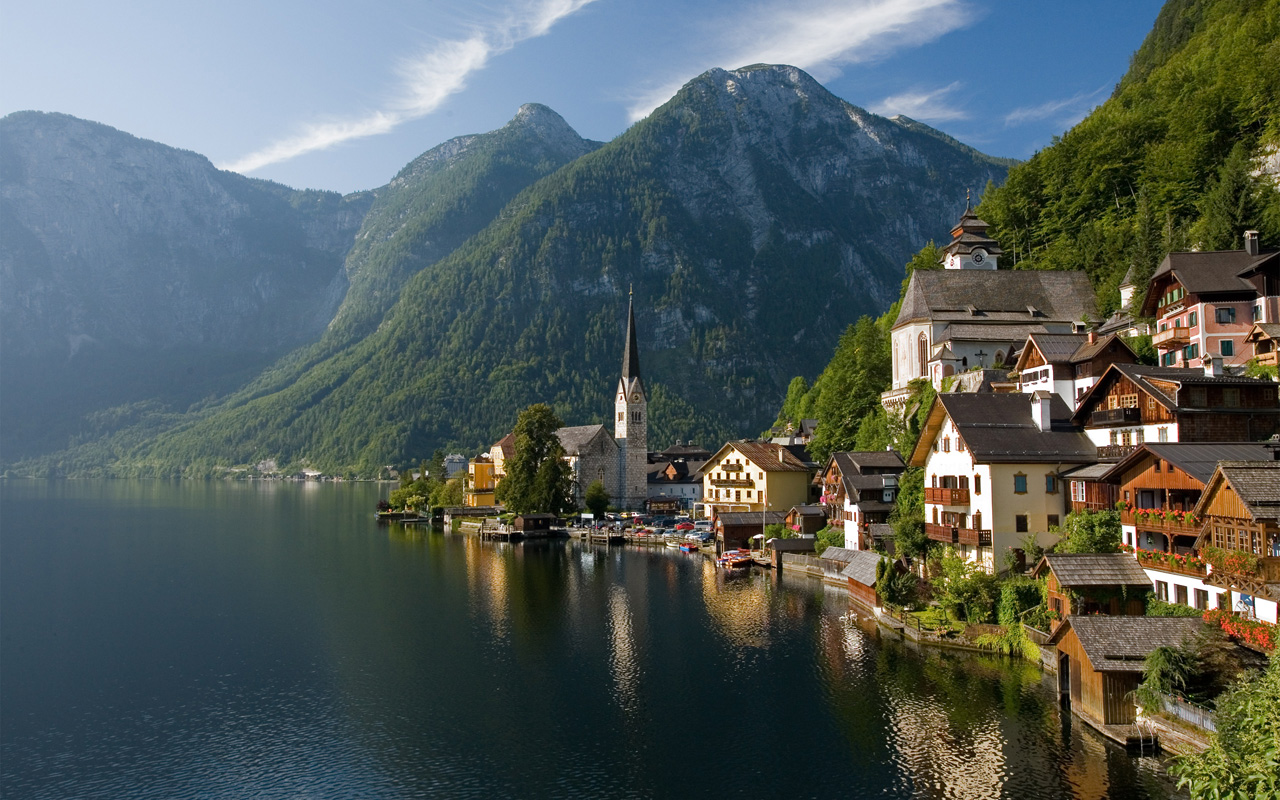
Гальштат

На 2001 год общая численность населения в Альпах составляла 12 миллионов 300 тысяч жителей, большая часть из которых французы, немцы и итальянцы. Также существенной общиной являются словенцы.
Самые большие города в Альпах: Гренобль (Франция) с населением 155 100 человек, Инсбрук (Австрия) — 127 000 человек, Тренто (Италия) — 116 893 человек и Больцано (Италия) — 98 100 человек.

## Климат
На север и запад от Альп располагаются территории с умеренным климатом, к югу — субтропические средиземноморские ландшафты. Климат различных альпийских регионов зависит от высоты, положения и направления ветра. Летом в Альпах бывают жаркие дни, которые сменяются холодными вечерами. Утром в горах обычно солнечно, после обеда набегают облака. Зима приносит частые снегопады и продолжительные периоды низкой температуры. Климат на северной стороне Альп более холодный и влажный, а на южной, наоборот, теплее и суше. Средняя температура июля — ниже +14 °C, января — до −15 °C. Выпадает 1000 мм осадков в год. Снег держится на равнинах от одного до шести месяцев в году. На протяжении большей части зимы в долинах держатся туманы. Для Альп характерны местные ветры. Важнейший из них — тёплый и сухой фён, который образуется в результате спуска воздушных масс по горным склонам и их сжатия, сопровождается адиабатическим нагревом. Это существенно повышает местную температуру, что приводит к резкому таянию снегов и частым лавинам, что представляет угрозу для жизни людей и может отрезать от внешнего мира целые горные районы. В то же время фён создаёт условия для земледелия на гораздо больших абсолютных высотах, чем в тех местах, где его не бывает.

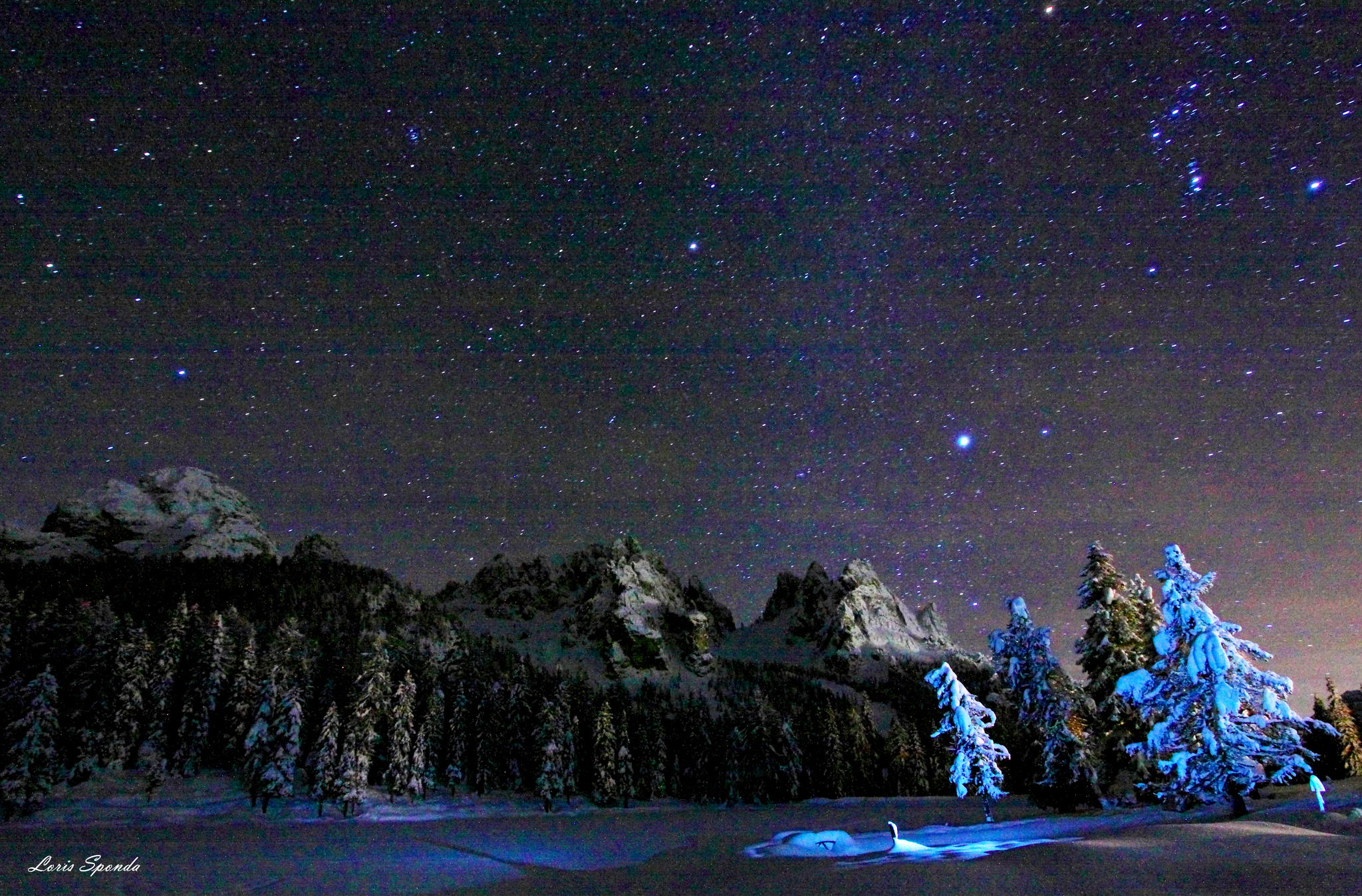
Звёздное небо в Альпах

Климат и почвенно-растительный покров Альп имеют чётко выявленную вертикальную зональность. Альпы разбиты на пять климатических поясов, каждый из которых отличается типом окружающей среды. Климат, растительный и животный мир имеют различия в разных климатических поясах Альп. Зона горного массива выше 3000 метров называется нивальной зоной. Эта область, которая имеет холодный климат, постоянно покрыта многолетним снегом. Поэтому в нивальной зоне практически отсутствует растительность.
Альпийские луга лежат на высоте от 2000 до 3000 метров. Эта зона является менее холодной, чем нивальная зона. Для альпийских лугов характерна специфическая, низкорослая растительность, а также растительность, которая образует «травяные подушки». Это сближает данный тип экосистем с тундровыми, благодаря чему альпийские луга также называют «горной тундрой».

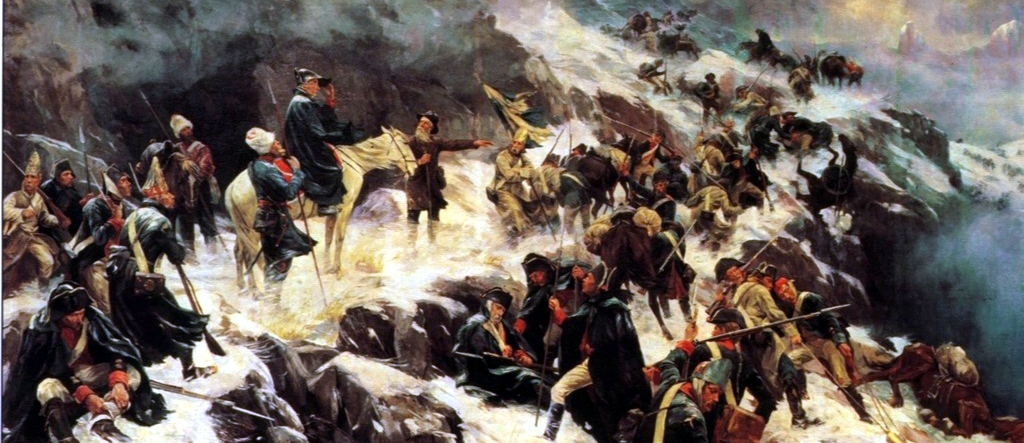
Переход Суворова через Альпы в 1799 году

Чуть ниже альпийской зоны располагается субальпийский пояс, на высоте от 1500 до 2000 метров. В субальпийской зоне растут еловые леса, температура окружающей среды медленно повышается. Температура в субальпийском поясе поднимается летом максимум до +24 °C в жаркие солнечные дни, а обычно не достигает +16 °C. Заморозки возможны в любое время года.
На высоте от 1000 до 1500 метров расположена умеренная зона. Миллионы дубов растут в этой зоне. Также здесь занимаются сельским хозяйством.
Ниже 1000 метров — низменность, характеризующаяся большим разнообразием растительности. Сёла также располагаются в низине, поскольку температурный режим является пригодным для жизнедеятельности людей и животных.

## Фауна и флора

### Флора Альп
В районах Альпийских гор учёными выявлено 13 000 видов растений. Альпийские растения сгруппированы по среде обитания и типу почвы, который может быть известковым (известняк) или не известковым. Растения обитают в различных диапазонах природных условий: от луга, болота, леса (лиственные и хвойные) и районов, не затронутых осыпями и лавинами, до скал и хребтов. Благодаря наличию высотной поясности разнообразие и специфика альпийской флоры, в основном, зависит от высоты над уровнем моря. В Альпах встречаются самые разные биотопы — луга, которые покрыты цветами ярких расцветок в долинах, и высокогорные районы, обладающие скромной растительностью. До высоты 2400 метров над уровнем моря растут хвойные деревья. Выше, до 3200 метров, ещё встречаются карликовые деревья. Одно из самых известных горных растений — это ледниковый лютик, который является рекордсменом среди растений и встречается до высоты 4200 метров. Небольшие группы растений встречаются на высоте 2800 метров. Многие из них, например, незабудочник и смолка, имеют особую подушковидную форму, которая защищает их от травоядных животных, живущих на этих высотах, и потери влаги. Таким образом молодые побеги также защищены от ветра и мороза. Известный эдельвейс покрыт слоем белых волосков, которые хорошо удерживают тепло.

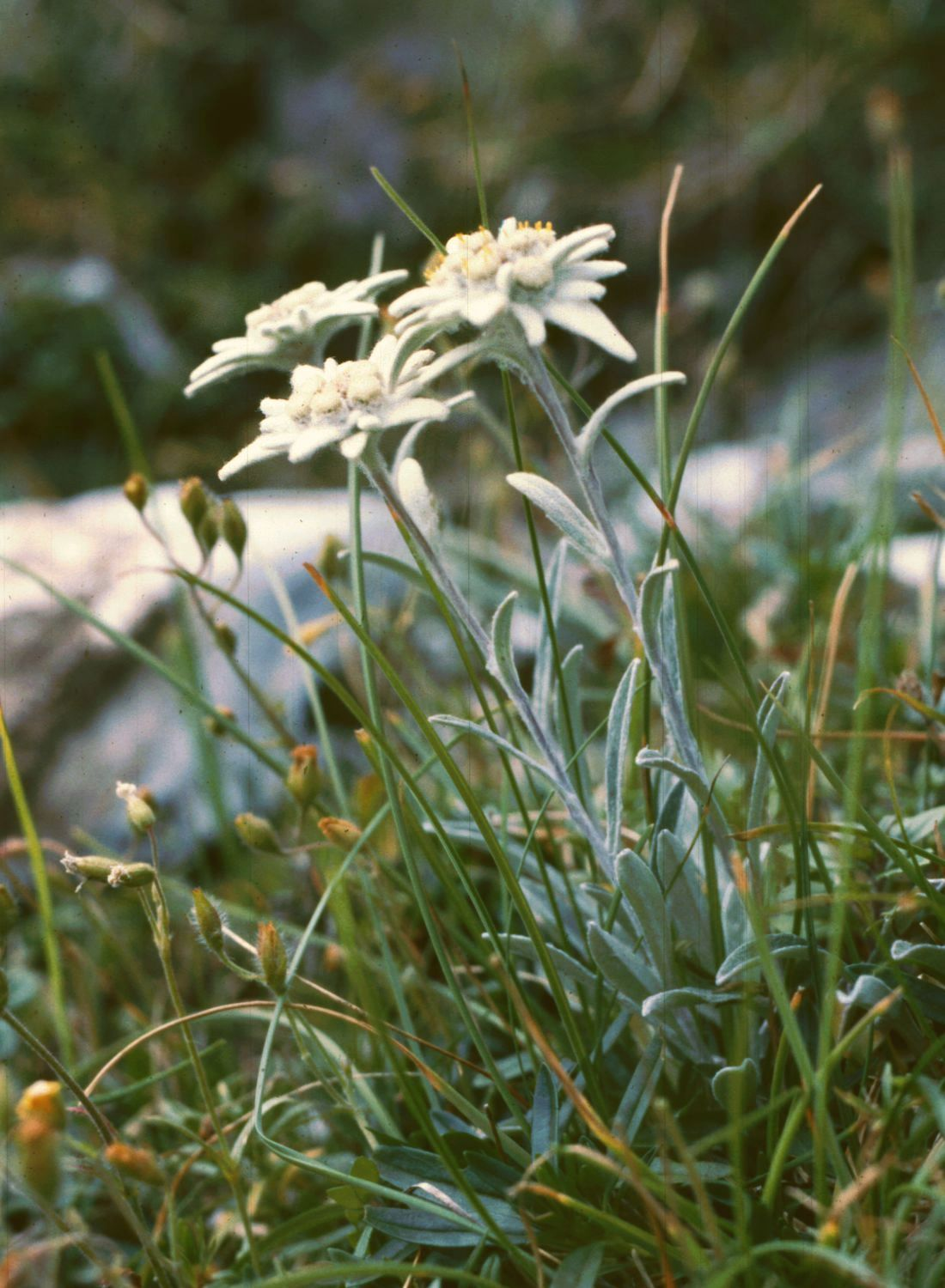
Эдельвейс альпийский (Leontopodium alpinum)
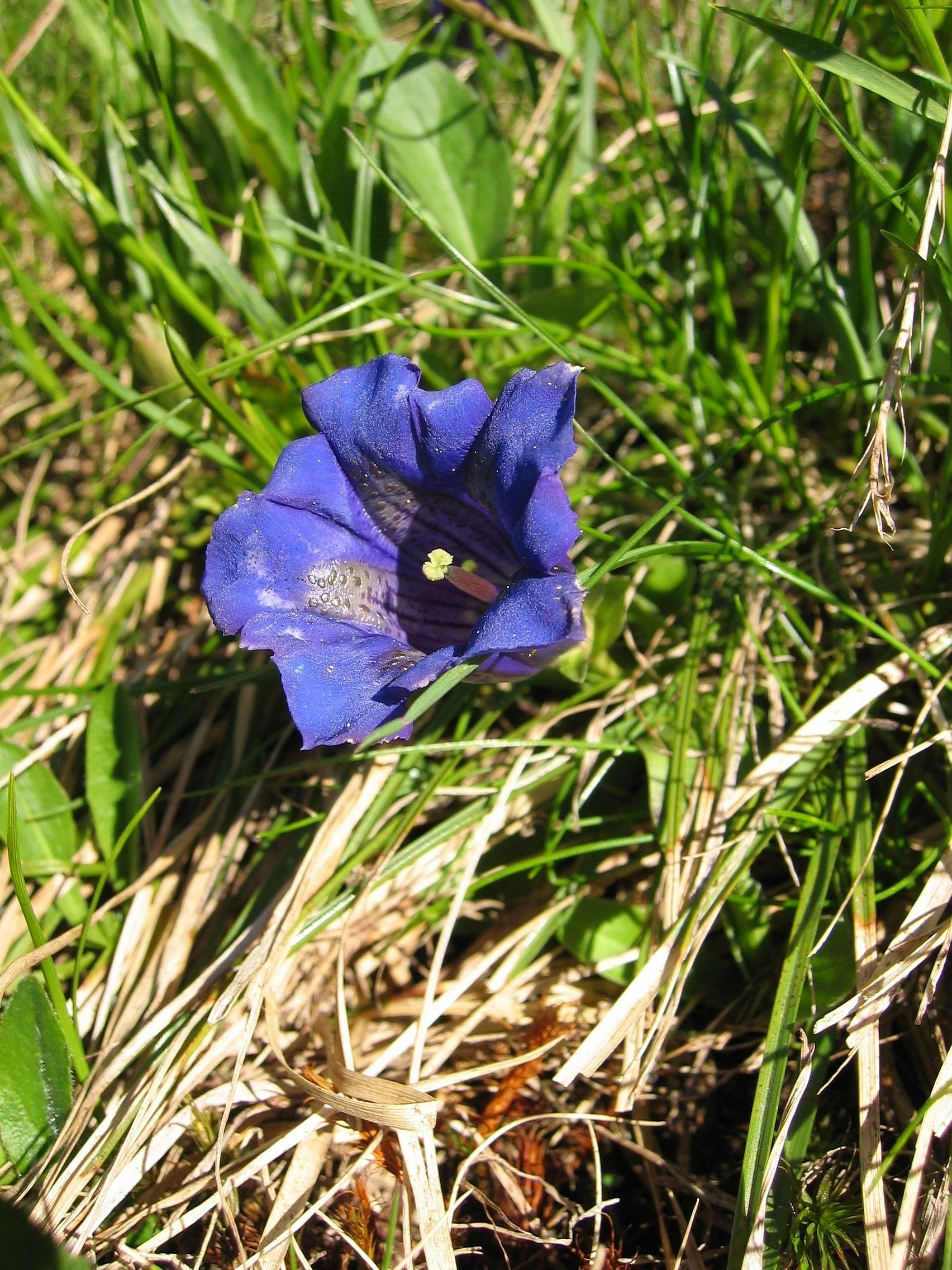
Горечавка бесстебельная (Gentiana acaulis)
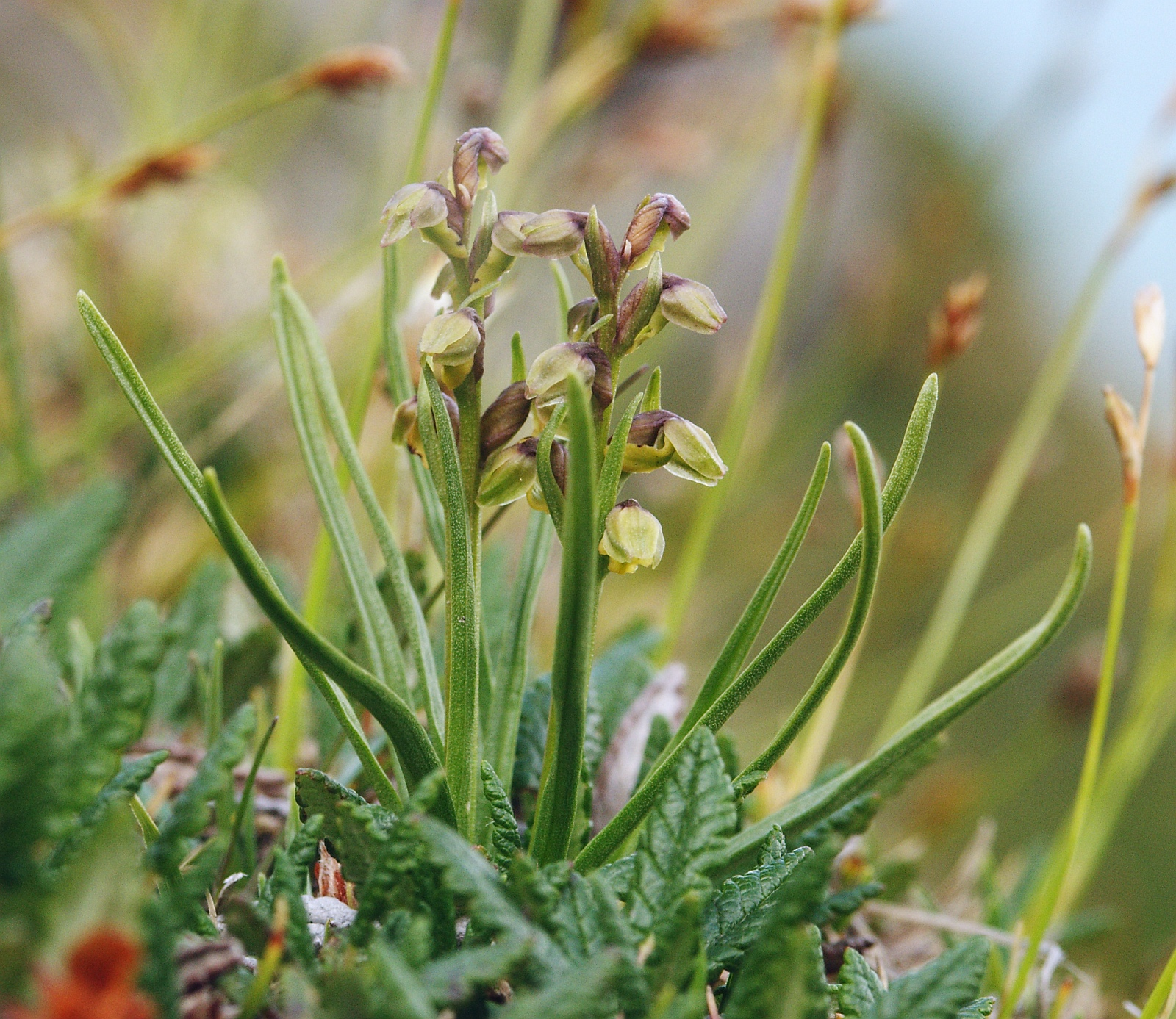
Альпийский ятрышник (Chamorchis alpina)
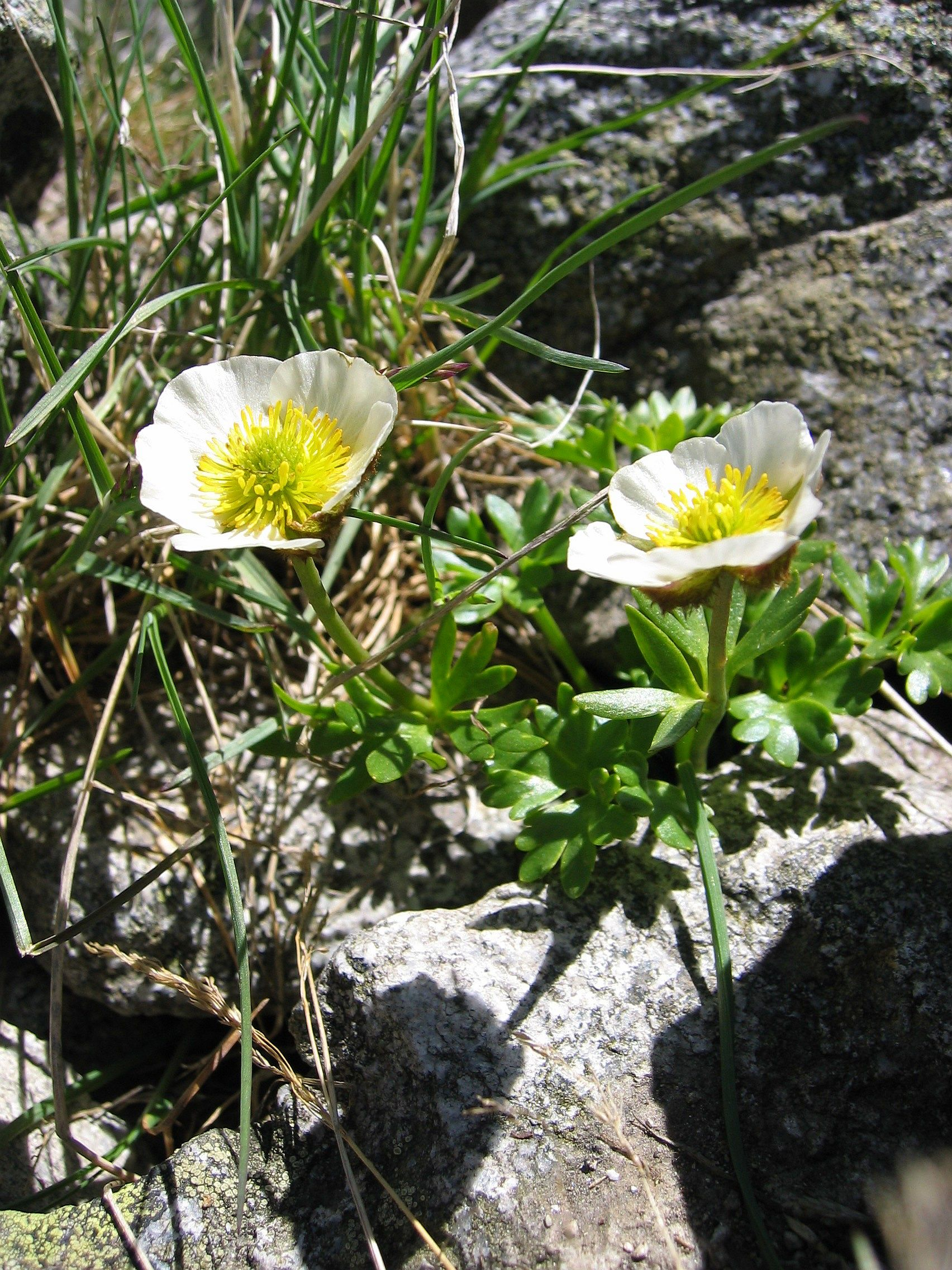
Беквичия ледниковая (Beckwithia glacialis)
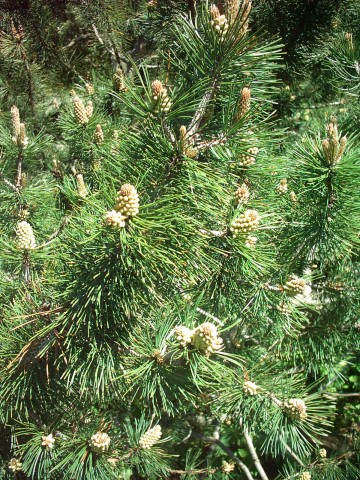
Альпийская сосна (Pinus mugo)
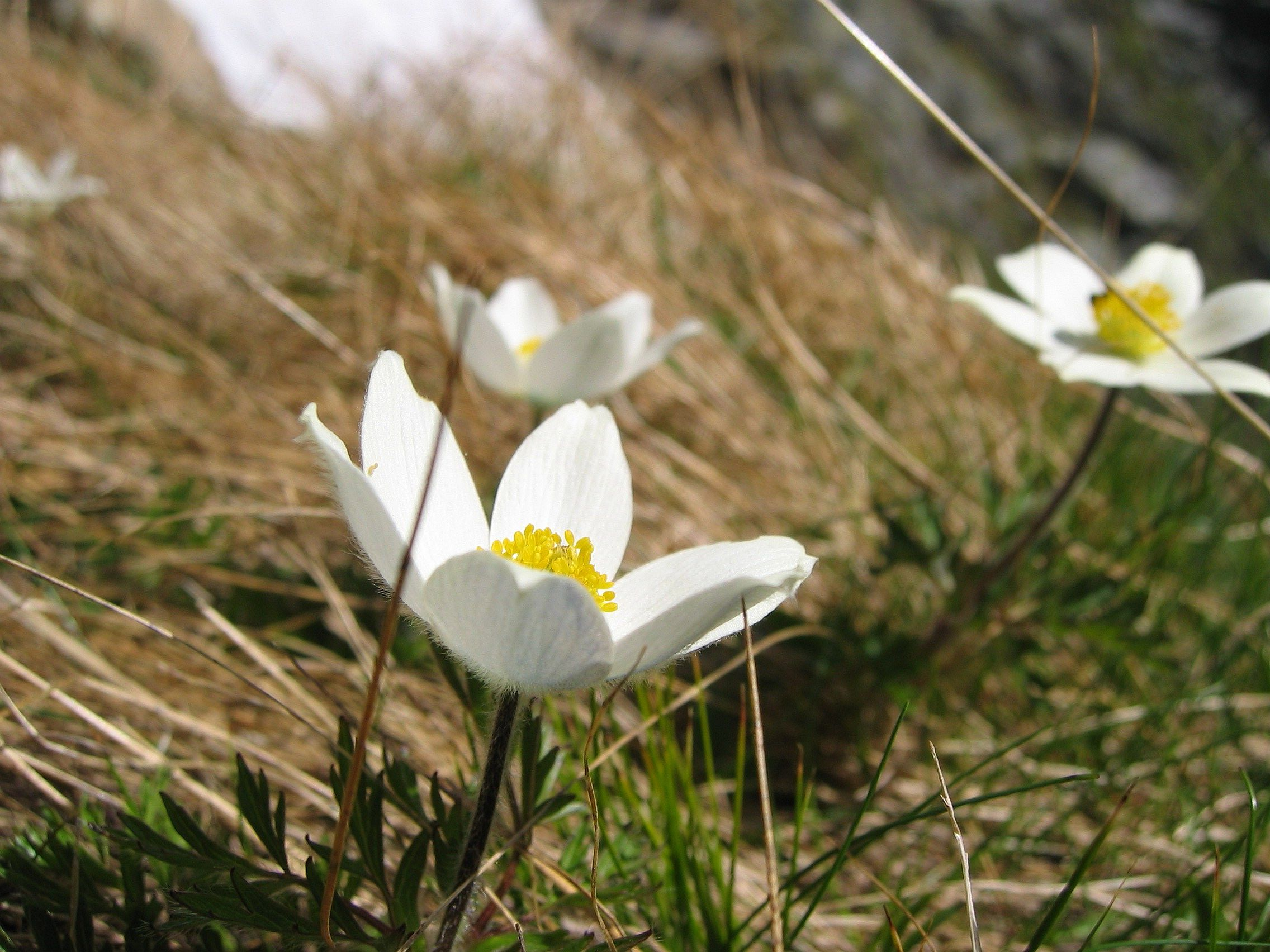
Альпийская сон-трава (Pulsatilla alpina)
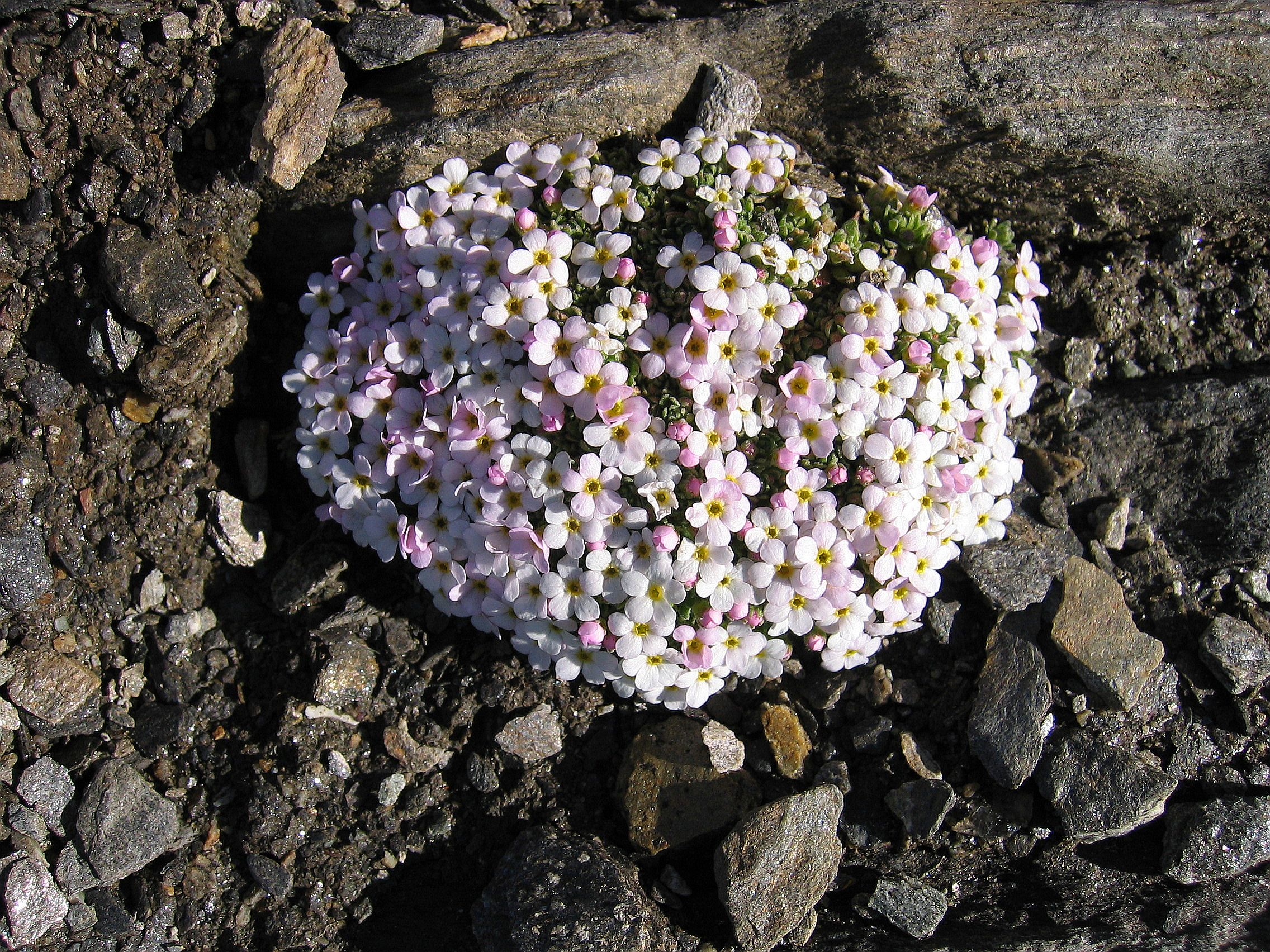
Androsace alpina
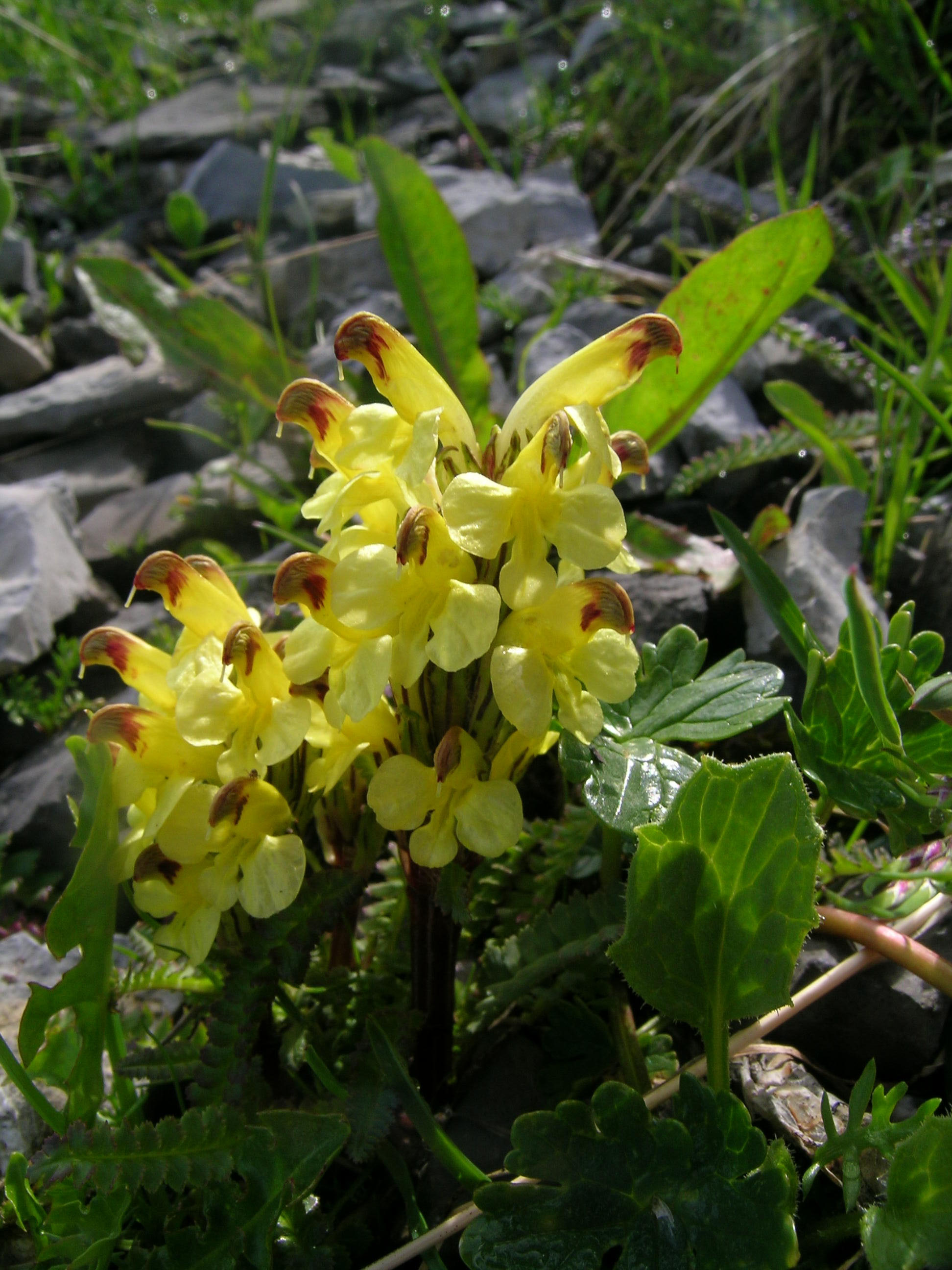
Pedicularis oederi
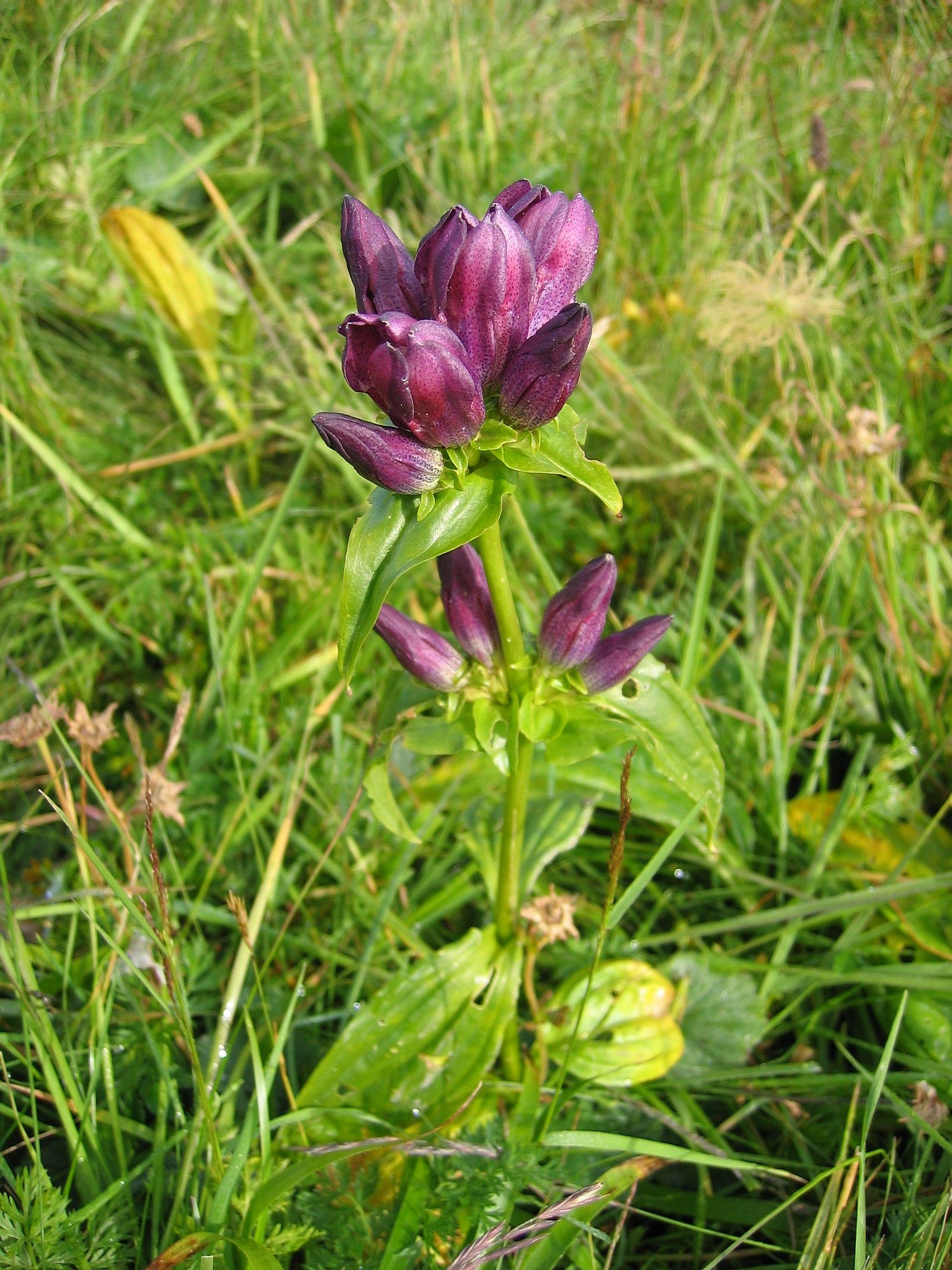
Gentiana pannonica
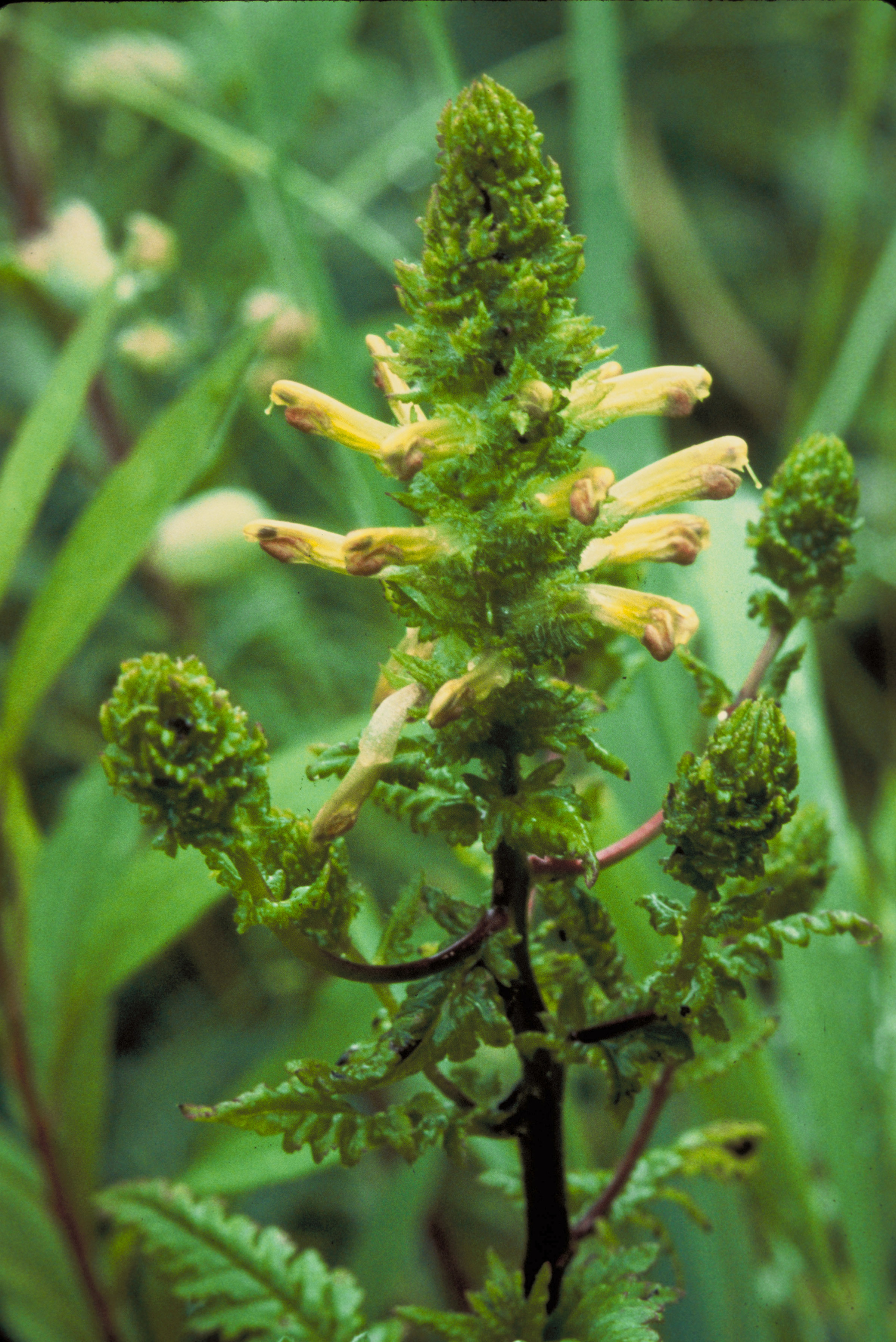
Pedicularis furbishiae
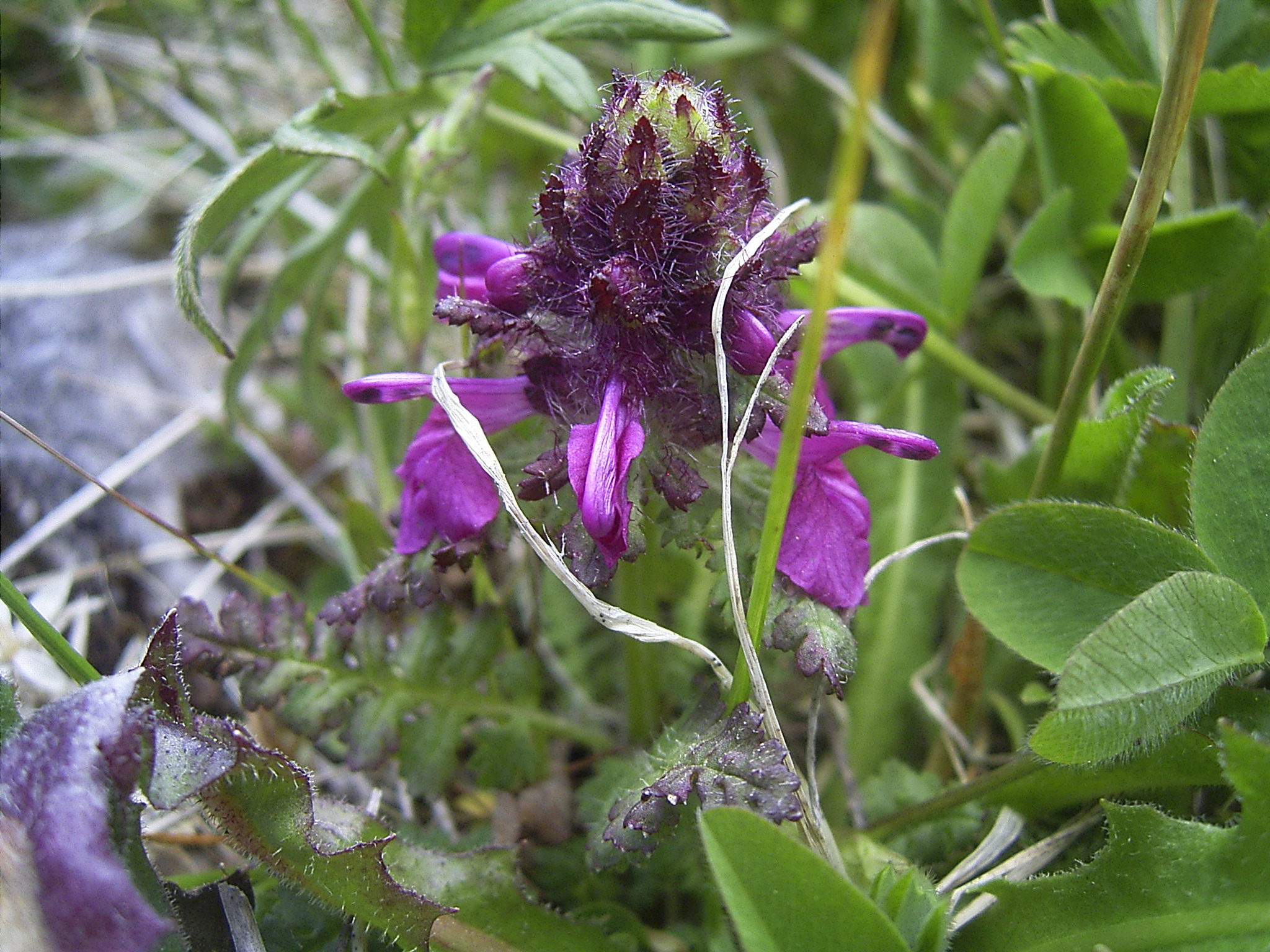
Мытник мутовчатый (Pediculáris verticilláta)
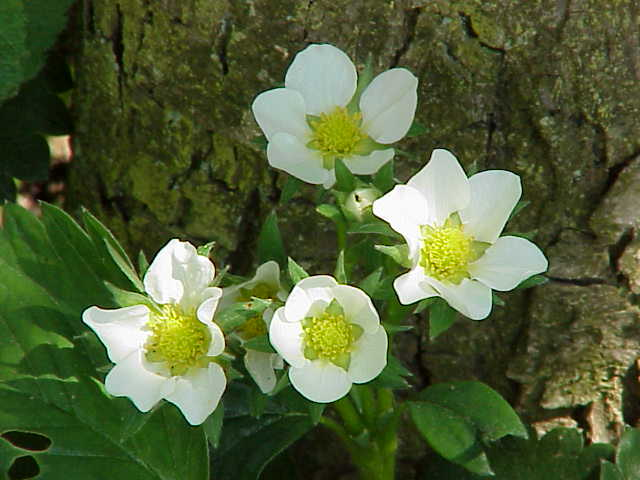
Земляника лесная (Fragária vésca)

### Фауна Альп
Альпы являются средой обитания для 30 000 видов животных. Все млекопитающие живут в Альпах круглогодично, однако некоторые из них на зиму впадают в спячку. Лишь некоторые виды птиц остаются в горах в течение всего года. Отдельные виды птиц, живущих в Альпах, прекрасно приспособились к этой довольно негостеприимной среде. Например, снежный вьюрок (Oenanthe deserti) строит гнёзда в трещинах скал, над границей леса, а свою пищу (семена и насекомых) разыскивает на горных склонах. Альпийская галка (Pyrrocorax graculus) также гнездится на скалах, значительно выше границы леса. Зимой альпийские галки образуют большие стаи и собираются вокруг туристических баз и станций, где питаются главным образом отходами. Особым образом готовится к зиме кедровка (Nucifraga caryocatactes). Осенью эта птица делает запасы семян и орехов, которые закапывает в землю. Перед началом зимы кедровка собирает более 100 тысяч семян, которые прячет примерно в 25 тысячах тайниках. Благодаря своей удивительной памяти, большую часть своих тайников кедровка находит зимой под слоем снега, толщина которого может быть больше одного метра. Семенами из кладовых кедровка также кормит своих птенцов.
Сохранение фауны обеспечивается с помощью национальных парков, расположенных на территории Альп.

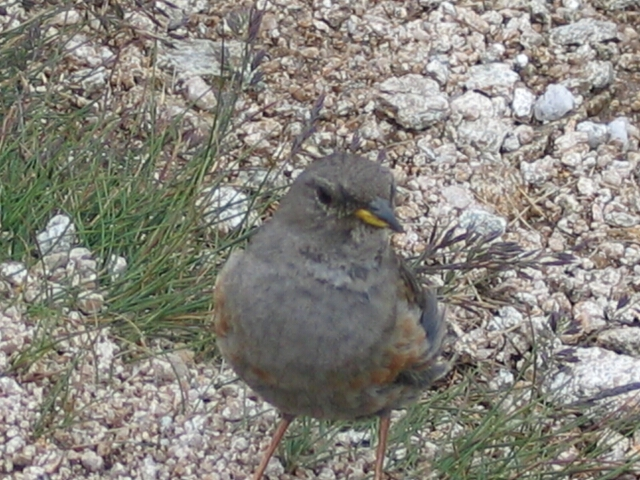
Альпийская завирушка
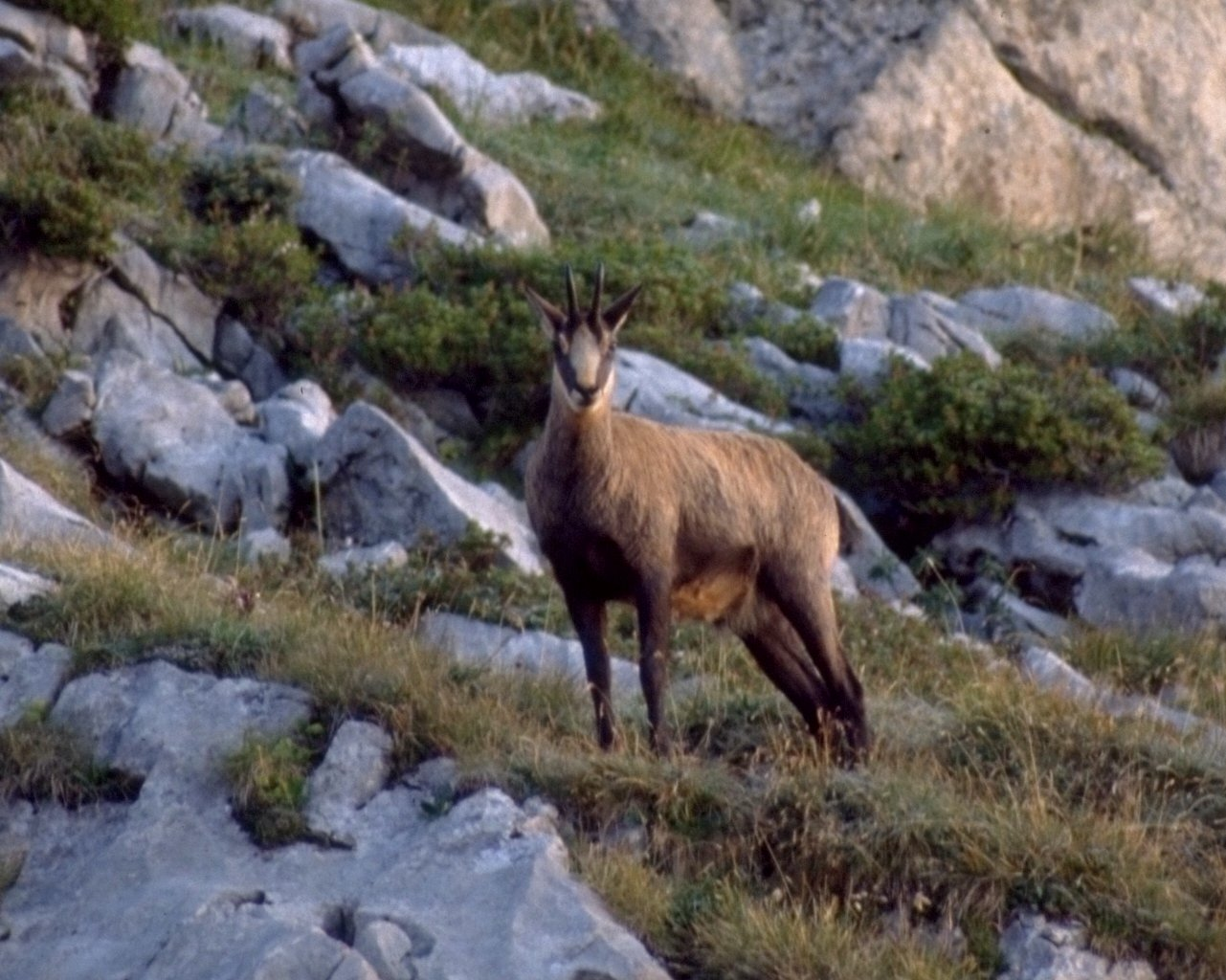
Серна
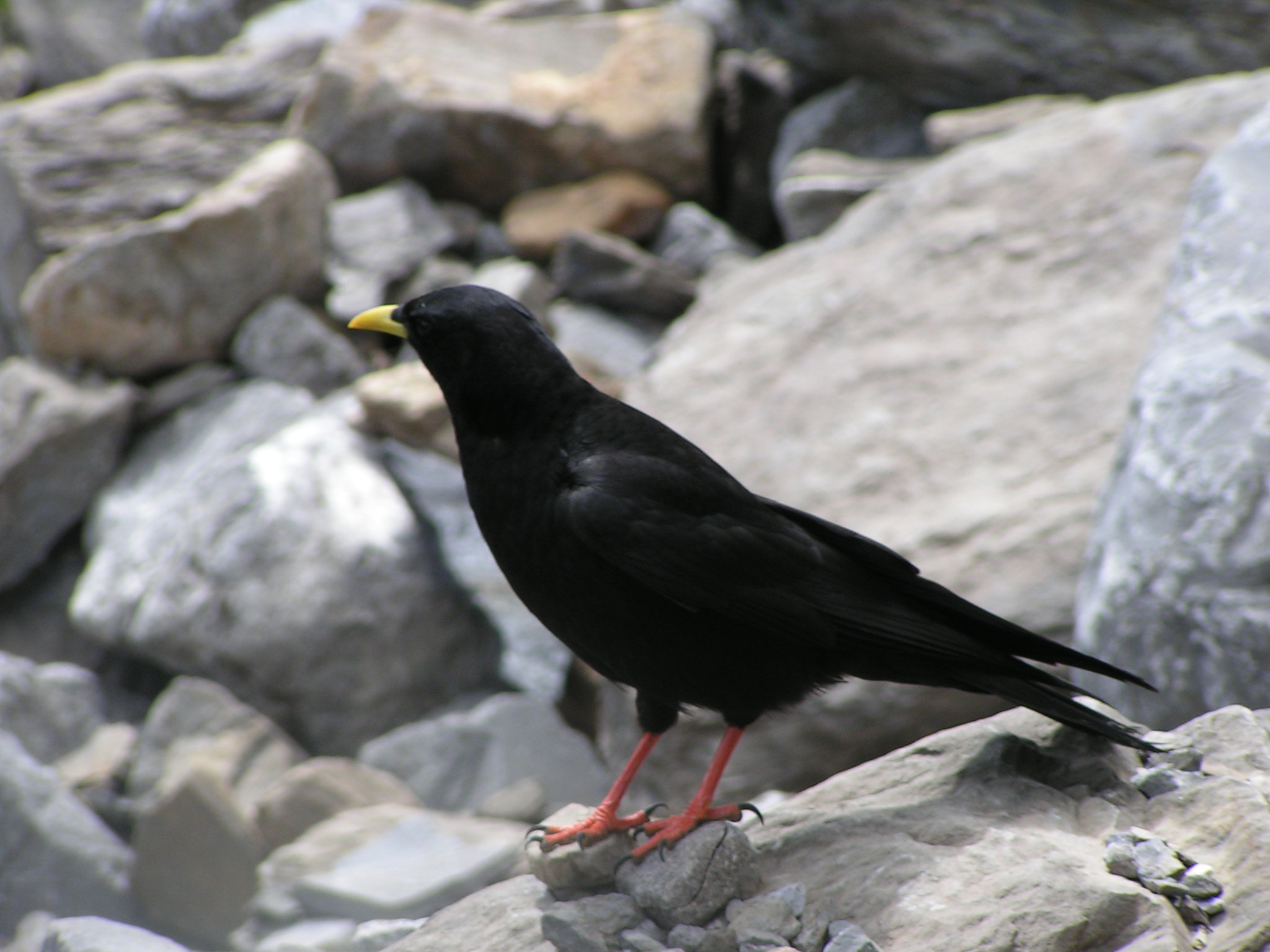
Альпийская галка
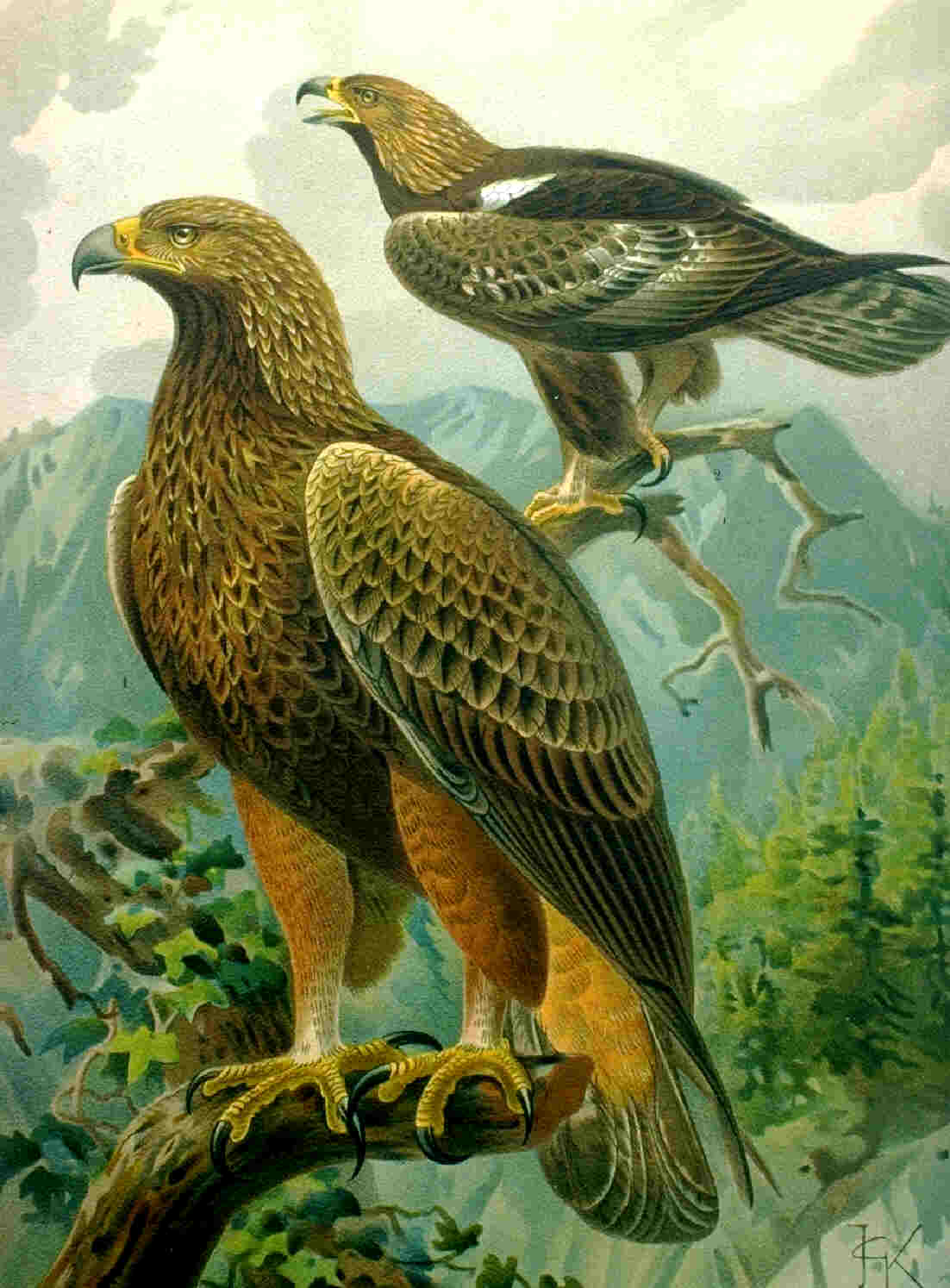
Беркут
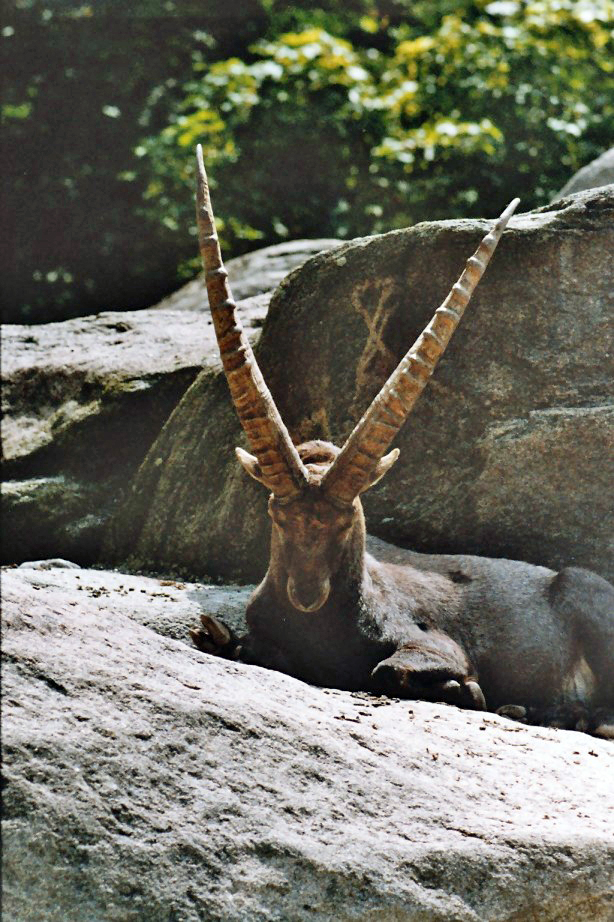
Альпийский горный козёл
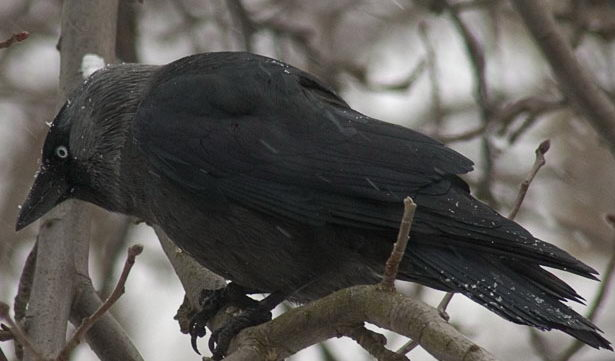
Галка
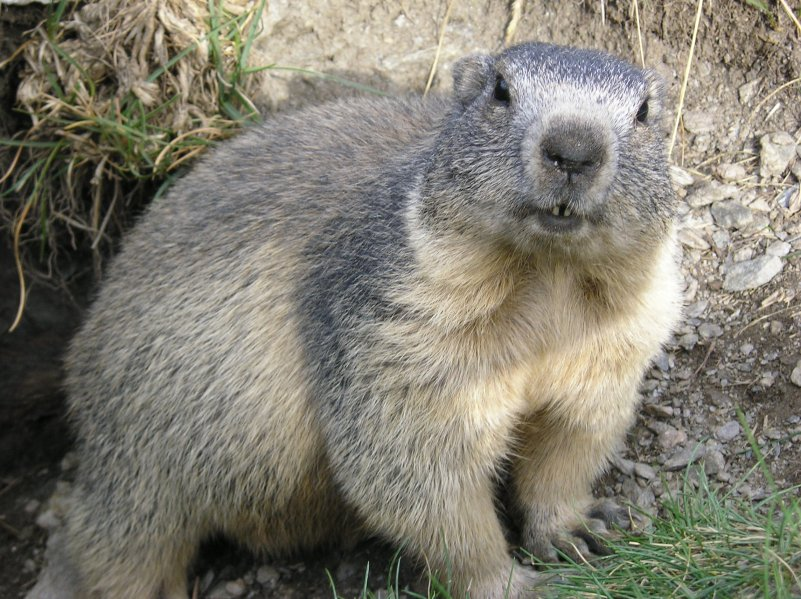
Альпийский сурок
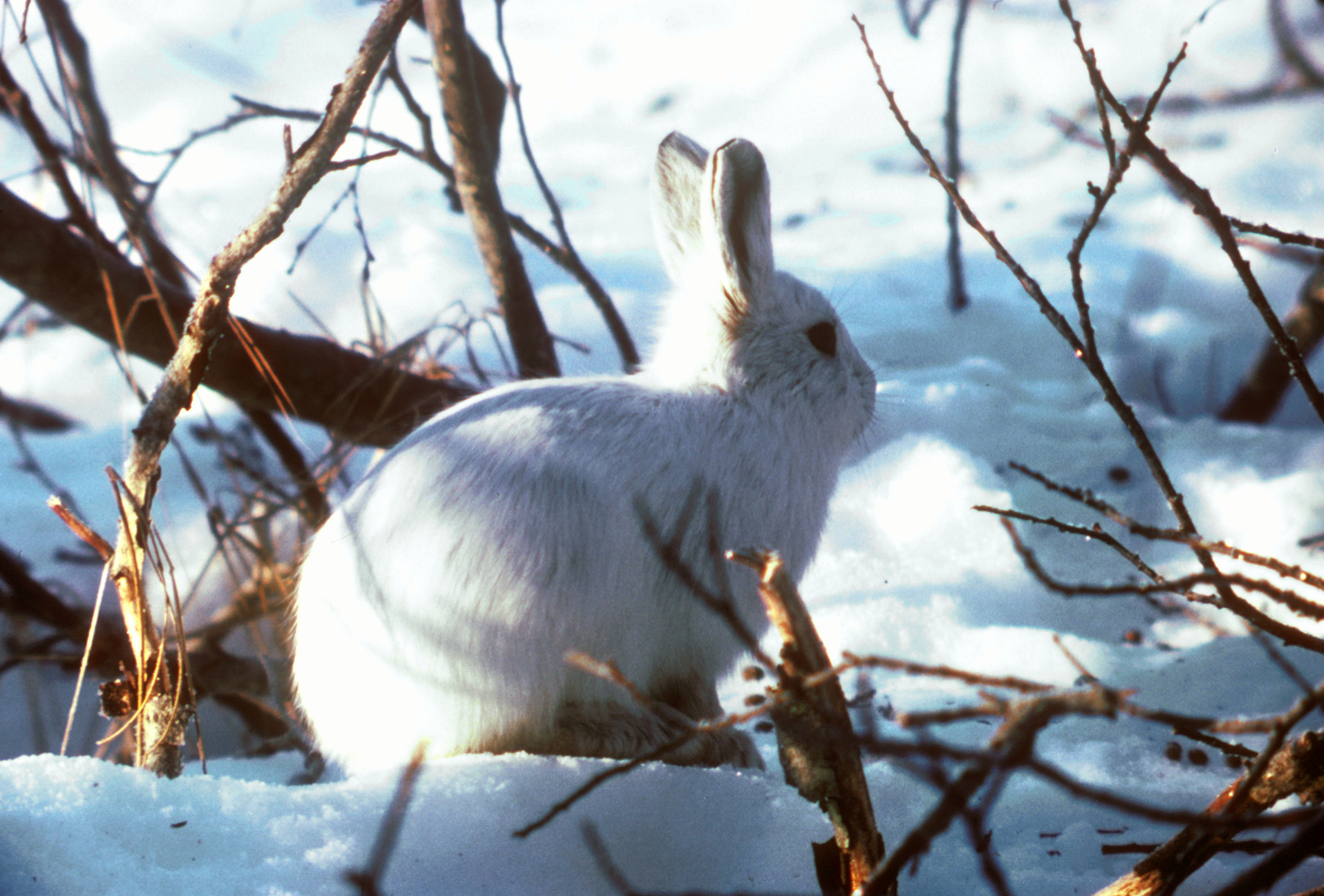
Заяц-беляк
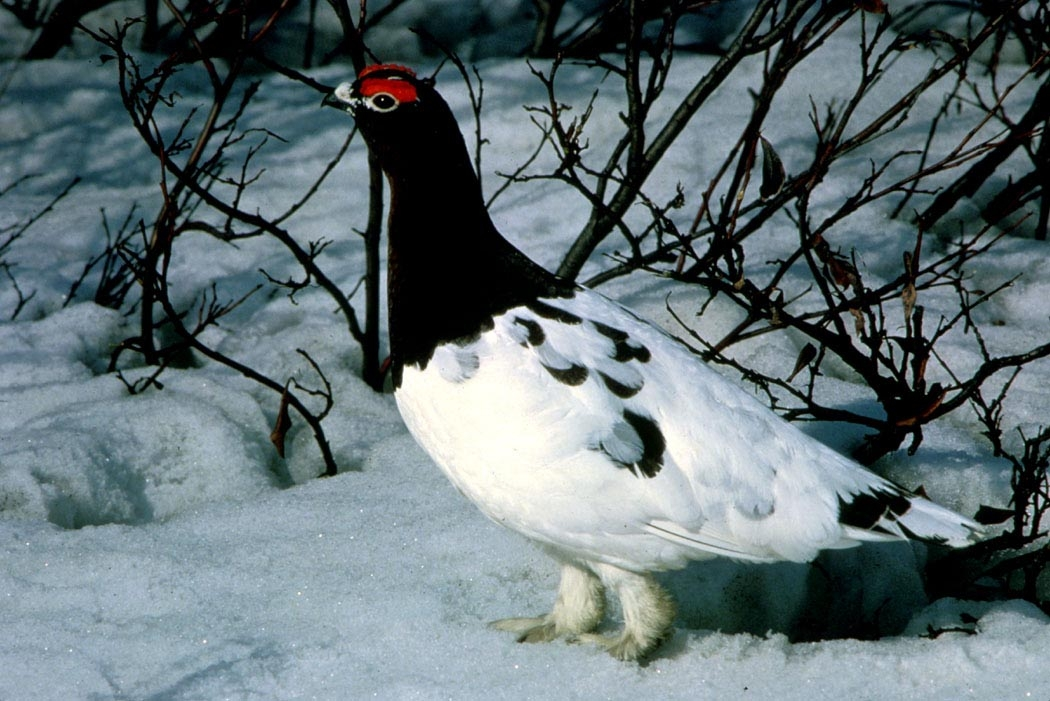
Тундряная куропатка
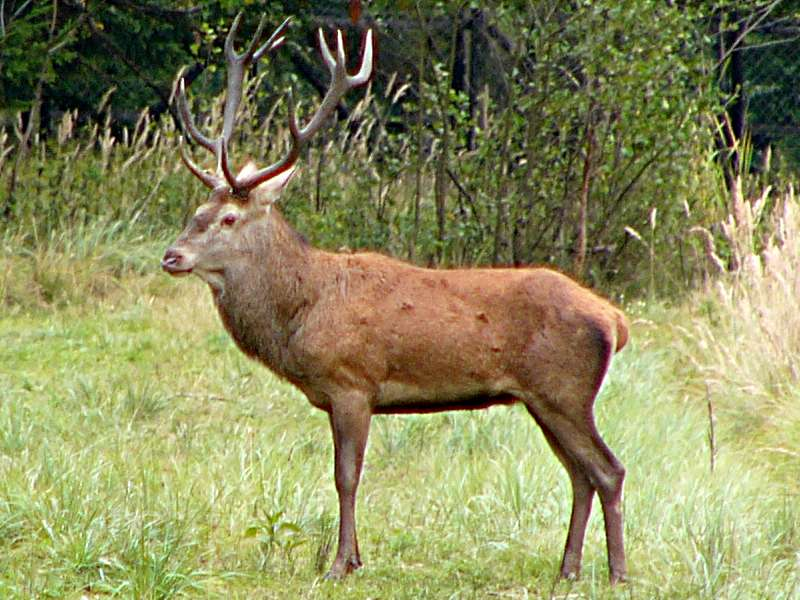
Благородный олень
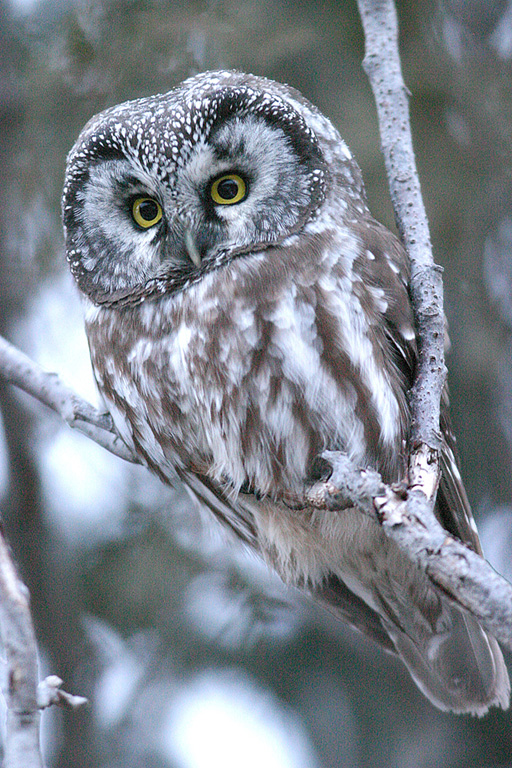
Мохноногий сыч
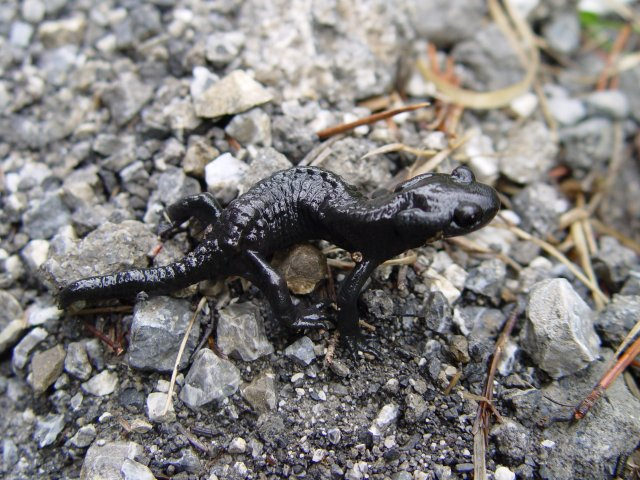
Альпийская саламандра

## Дороги через Альпы
Потребность в транспортных связях между соседними, а затем и более удалёнными регионами возникла ещё в древности. Для пересечения Альп выбирали наиболее доступные проходы, прокладывая пути по продольным долинам и переходя через перевалы с относительно низкими седловинами. 
Несмотря на трудности и опасность, этими дорогами пользовались кельтские, карфагенские, римские и кимврские войска. Со временем путевые условия заметно улучшались: колеи расширяли и мостили, через горные ручьи возводили мосты, а на перевалах и в долинах появлялись приюты для путешественников. Постепенно рядом с местными тропами сформировалась разветвлённая сеть дальних дорог, обеспечивавшая военные и торговые связи Италии с трансальпийскими регионами. В Средние века ими следовали переселенцы-германцы и германские короли во время итальянских походов. Те же маршруты служили торговым связям между Италией, Францией, Германией и Венгрией, а также использовались паломниками, направлявшимися в Рим.

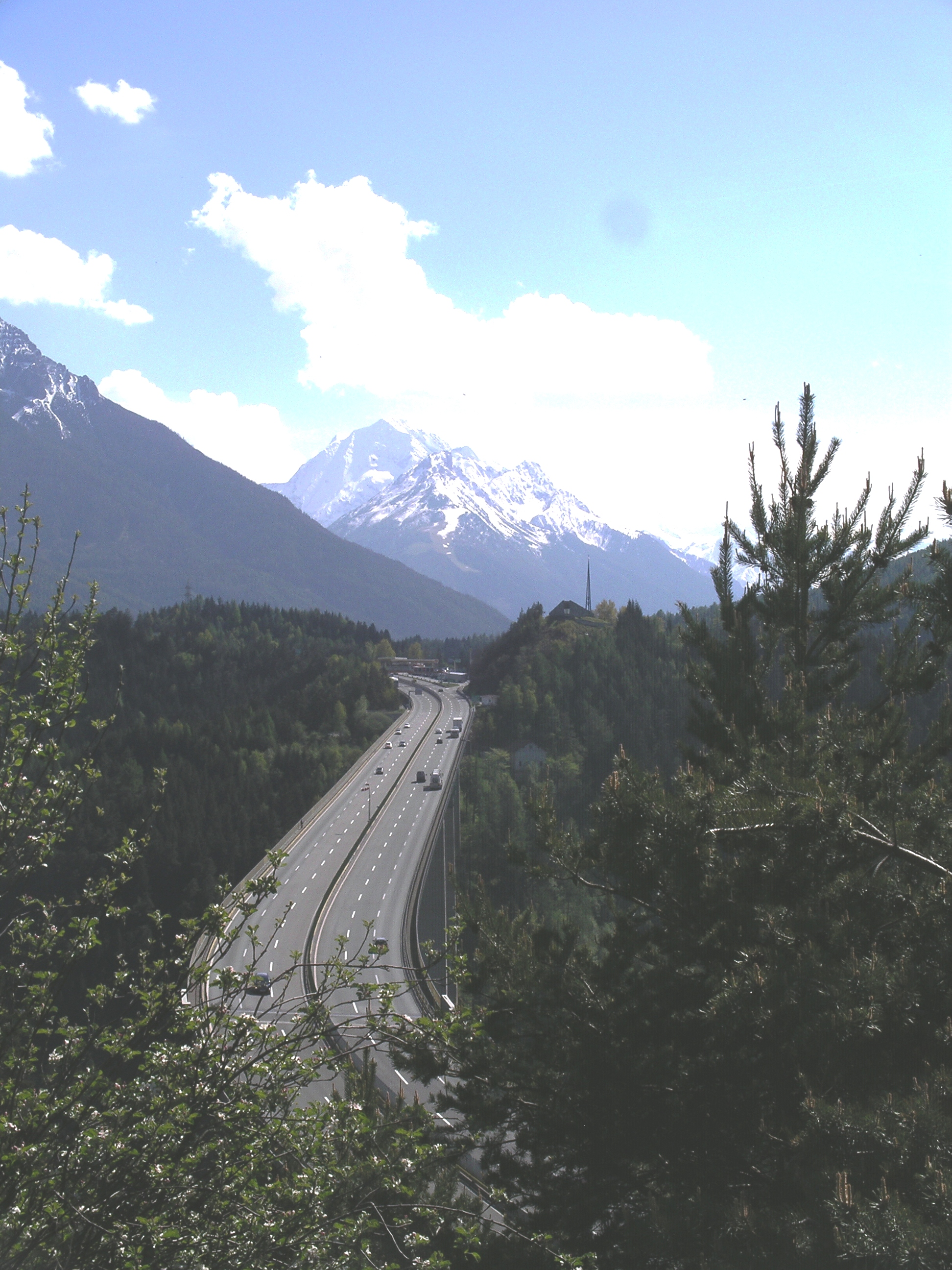
Вид на автобан на перевале Бреннер

В древности и в Средние века наиболее известны были следующие проходы: в Западных Альпах — Коль-ди-Тенде, Мон-Женевр, Мон-Сени, Малый и Большой Сен-Бернар; в Средних Альпах — Симплон, Сен-Готард, Бернардин, Септимер, Шплюген, Юлиев проход с Малойею, Решеншейдек с седловиною Вормса; в Восточных Альпах — Бреннер с боковыми дорогами через долины Пустер, Ампеццо, Тальяменто и Бренту, проход через Понтафель и Предиль, дороги которых, соединившись у своего узлового пункта в Тарвисе, тянулись через Шауерфельд к долине Мура, где вновь расходились и, направившись далее — одна на запад через Селькер и Пирн, другая на восток через Земмеринг — достигали северной окраины Альп.

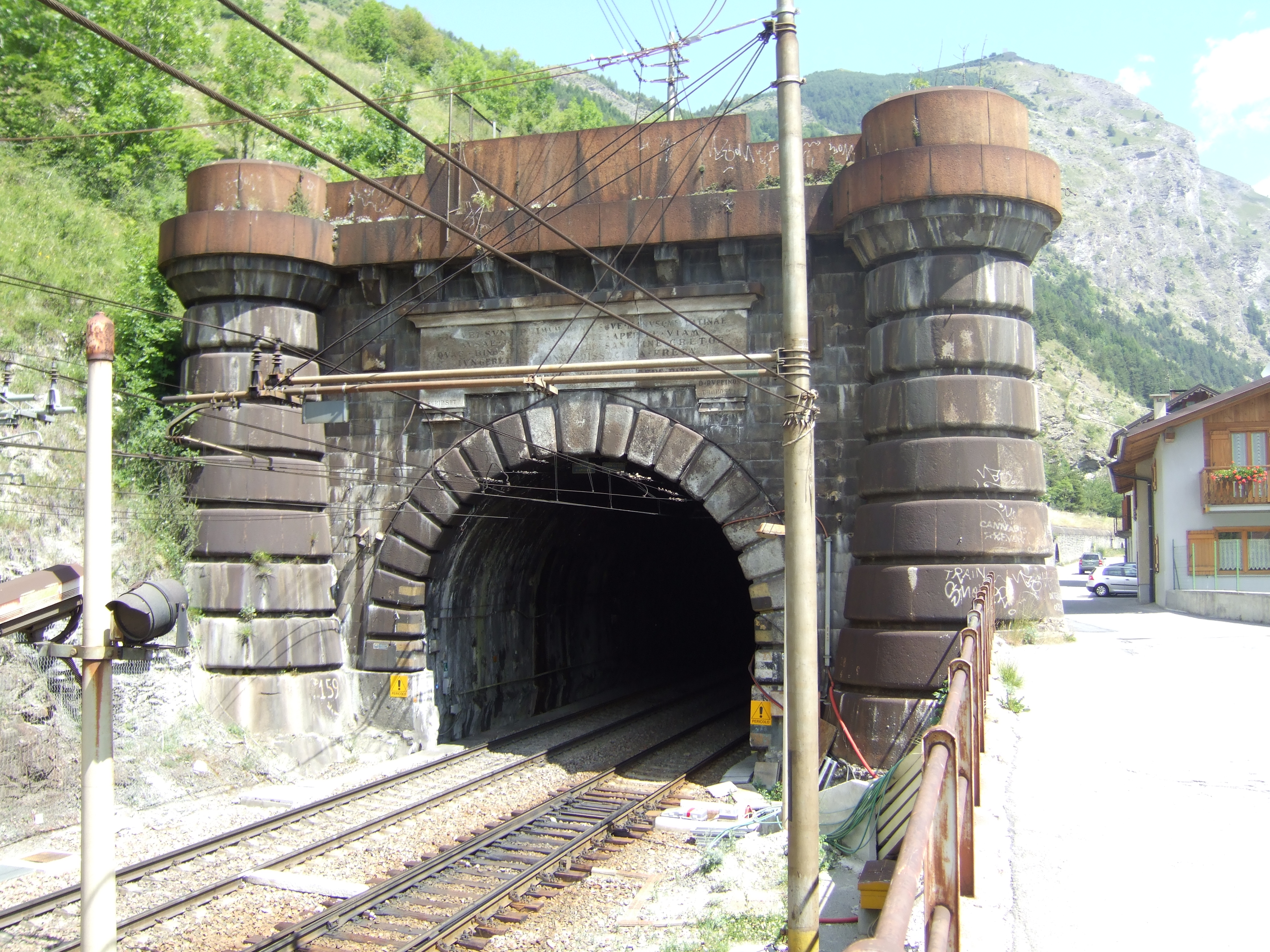
Въезд в Мон-Сенисский тоннель с итальянской стороны

Вплоть до XIX века ни один из этих проходов, за исключением Коль-ди-Тенде, Бреннера и Арльберга, не был приспособлен к езде; приходилось у подошвы горы разбирать экипаж, перевозить части его на вьючных животных, на противоположной стороне горы вновь его собирать. Первый толчок развитию сети проездных альпийских дорог дали итальянские походы Наполеона I, по приказанию которого построены были дороги через Симплон (1800—6 годы), Мон-Женевр (1802 год) и Мон-Сени (1803—10 годы). Чтобы не дать себя отрезать этими дорогами от сношений с Италией, итальянцы, австрийцы, а также средние и восточные кантоны Швейцарии построили проездные дороги, мало-помалу вытеснившие старые вьючные дороги.
Затем через Альпы были построены железные дороги, для чего потребовалось построить тоннели, первым из которых стал Мон-Сенисский туннель, построенный в 1871 году. В 1906 году был построен Симплонский тоннель, который был самым длинным тоннелем в мире более полувека. В 1965 году был построен автомобильный Монбланский туннель, существенно сокративший путь из Франции в Италию. В 2011 году было завершено строительство Готтардского базисного тоннеля, который стал самым длинным железнодорожным тоннелем в мире.

## Охрана окружающей среды
Природные экосистемы предгорий Альп в течение долгого времени подвергались непрерывному антропогенному воздействию, поэтому антропогенные ландшафты очень слабо отличаются от полуприродных. Больше всего пострадали леса, которые вырубались для расчистки полей под посевы, посадки слив и пастбища. На территории предгорий Южных Альп в результате антропогенных трансформаций ландшафта стали развиваться заросли гариги, подверженной периодическим пожарам. Ряд мер по сохранению исконных ландшафтов предгорий Приморских и Южных Альп был предпринят в национальном парке Меркантур, где в охраняемой зоне была строго запрещена хозяйственная деятельность.
В горных районах ежегодно вырубаются большие площади леса для строительства лыжных трасс и баз отдыха, что нарушает естественное равновесие в горах. Деревья имеют большое значение для предотвращения эрозии почвы, а их стволы уменьшают лавиноопасность. Вырубка лесов приводит к лавинам и селям, жертвами которых в 1987 году в течение 20 дней стало более 60 человек. Причиной уменьшения площади лесов, кроме вырубки, становятся ядовитые выбросы фабрик и использование в горах тяжёлой техники. Деревья ослабевают и легче поддаются болезням и ураганам. По оценкам учёных, уничтожено примерно 60—80 % альпийских лесов. Ухудшение состояния среды негативно влияет на жизнь животных и растений. Во всех странах, где есть Альпы, были организованы охранные регионы.

## Туризм

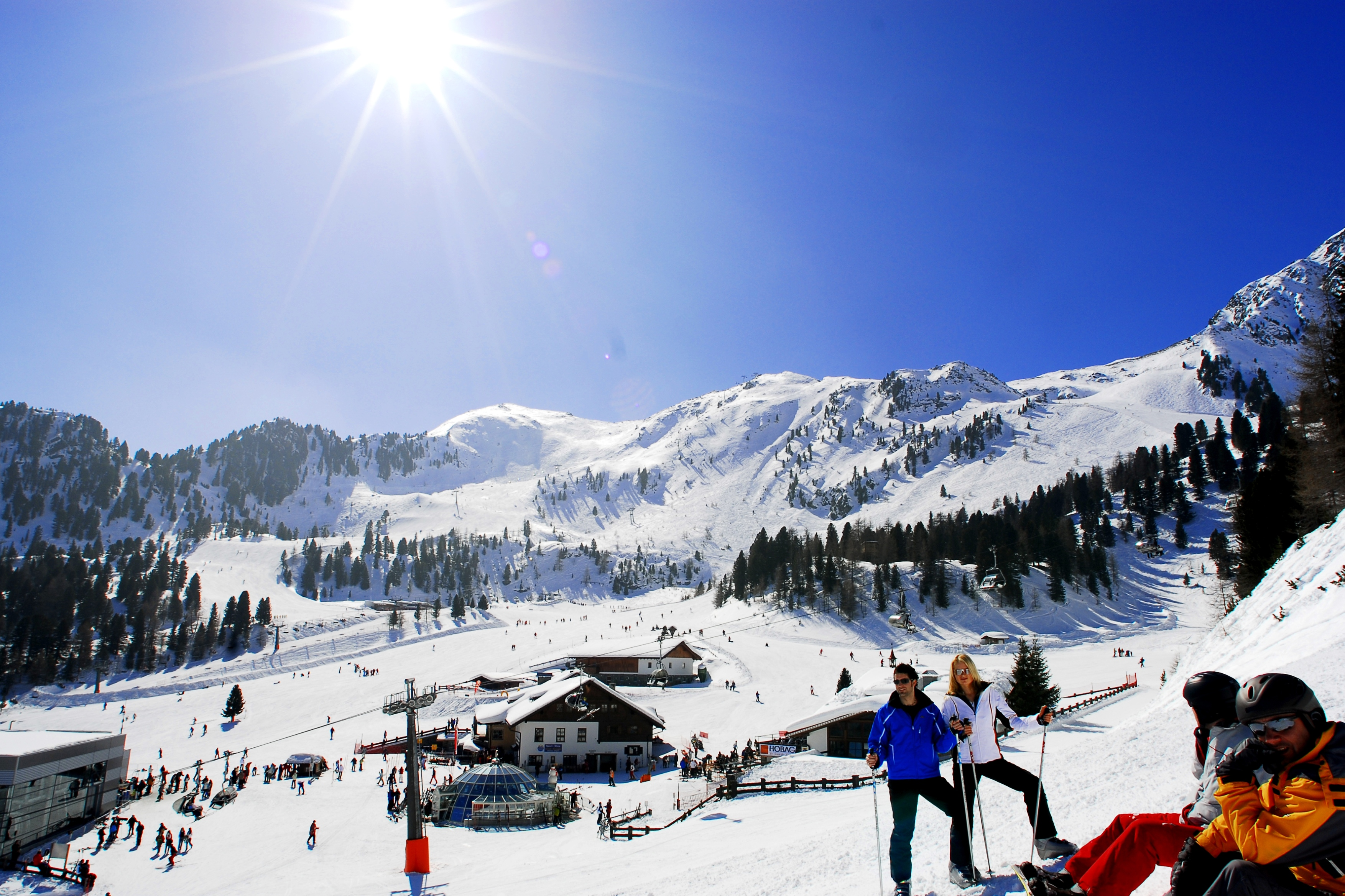
Итальянские Альпы

Альпы — район международного альпинизма, горнолыжного спорта и туризма. Альпы популярны как летом, так и зимой, как место для туризма и спорта. Горнолыжный спорт, сноуборд, катание на санях, прогулки на снегоступах, лыжные туры доступны в большинстве регионов с декабря по апрель. Летом Альпы пользуются популярностью у туристов, велосипедистов, парапланеристов, альпинистов, в то время как многие альпийские озёра привлекают пловцов, яхтсменов и серфингистов. Низменные регионы и крупные города Альп хорошо соединены автомагистралями и скоростными дорогами, но выше, горные перевалы и автомобильные трассы могут быть опасными даже летом. Многие горные перевалы закрыты в зимний период. Развитию туризма способствует большое количество аэропортов по всем Альпам, а также хорошее железнодорожное сообщение со всеми соседними странами. Альпы обычно посещает более 50 миллионов туристов ежегодно.

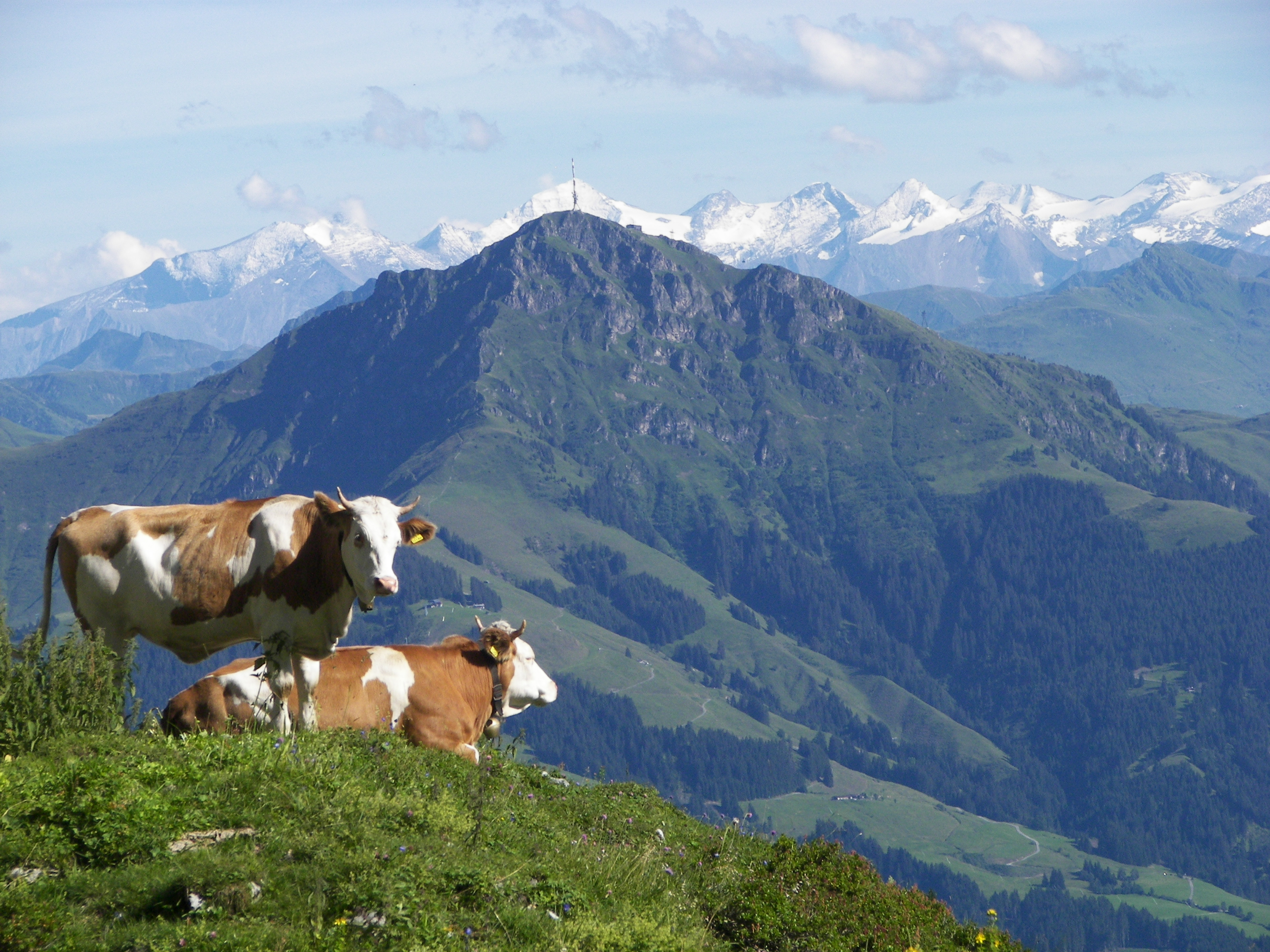
Тироль,  Австрия
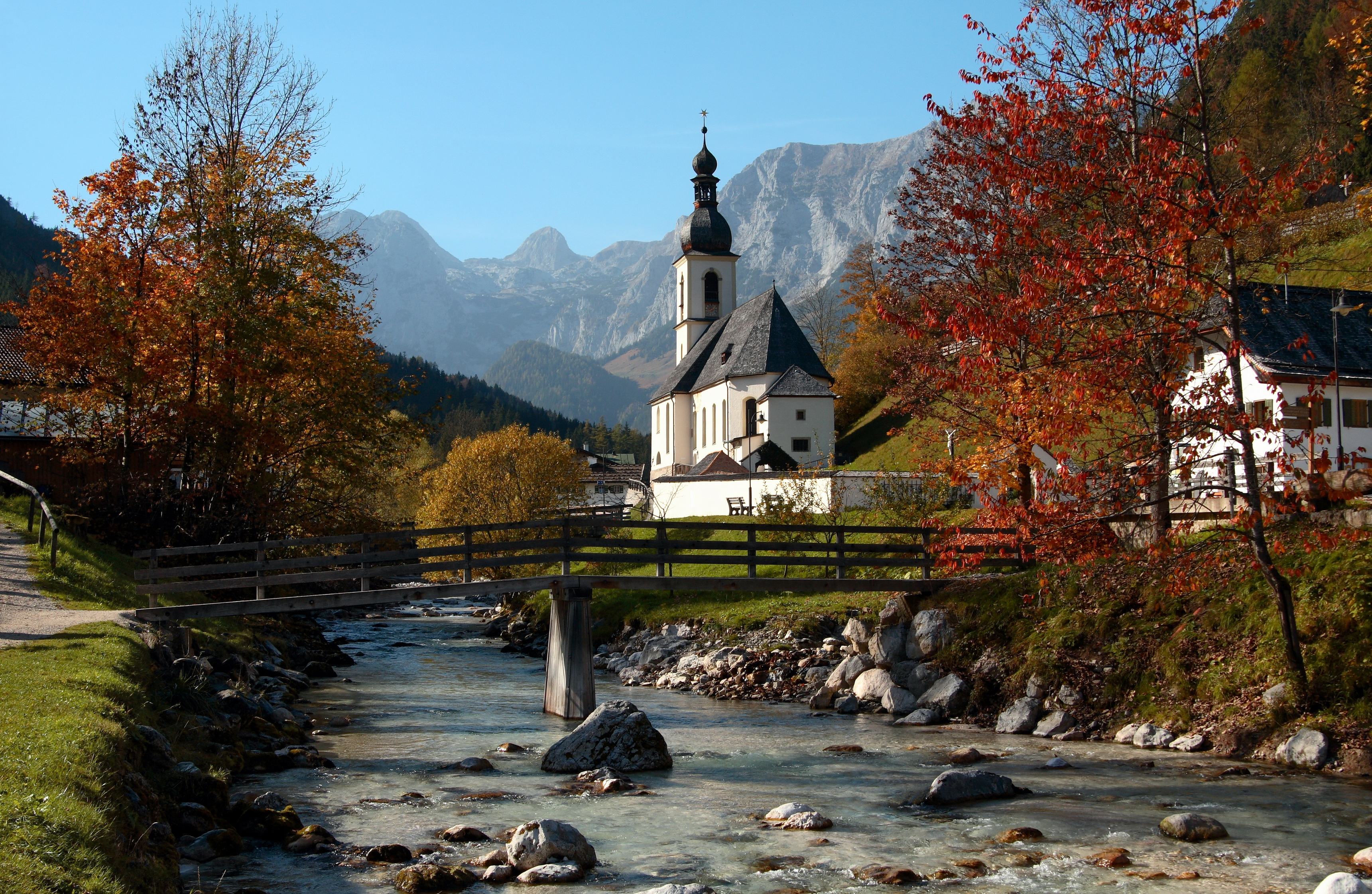
Рамзау-Берхтесгаден,  Германия
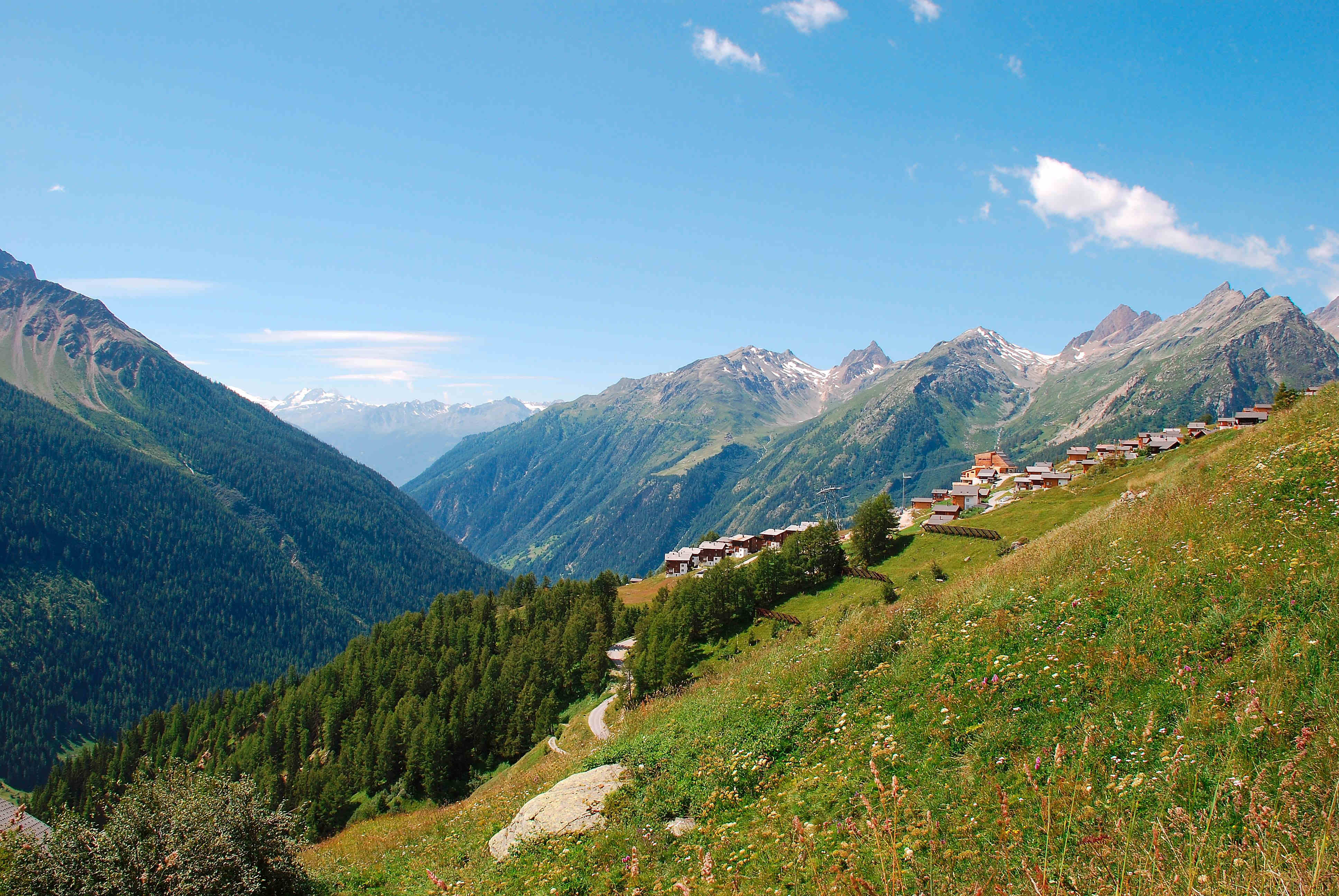
Бернские Альпы,  Швейцария
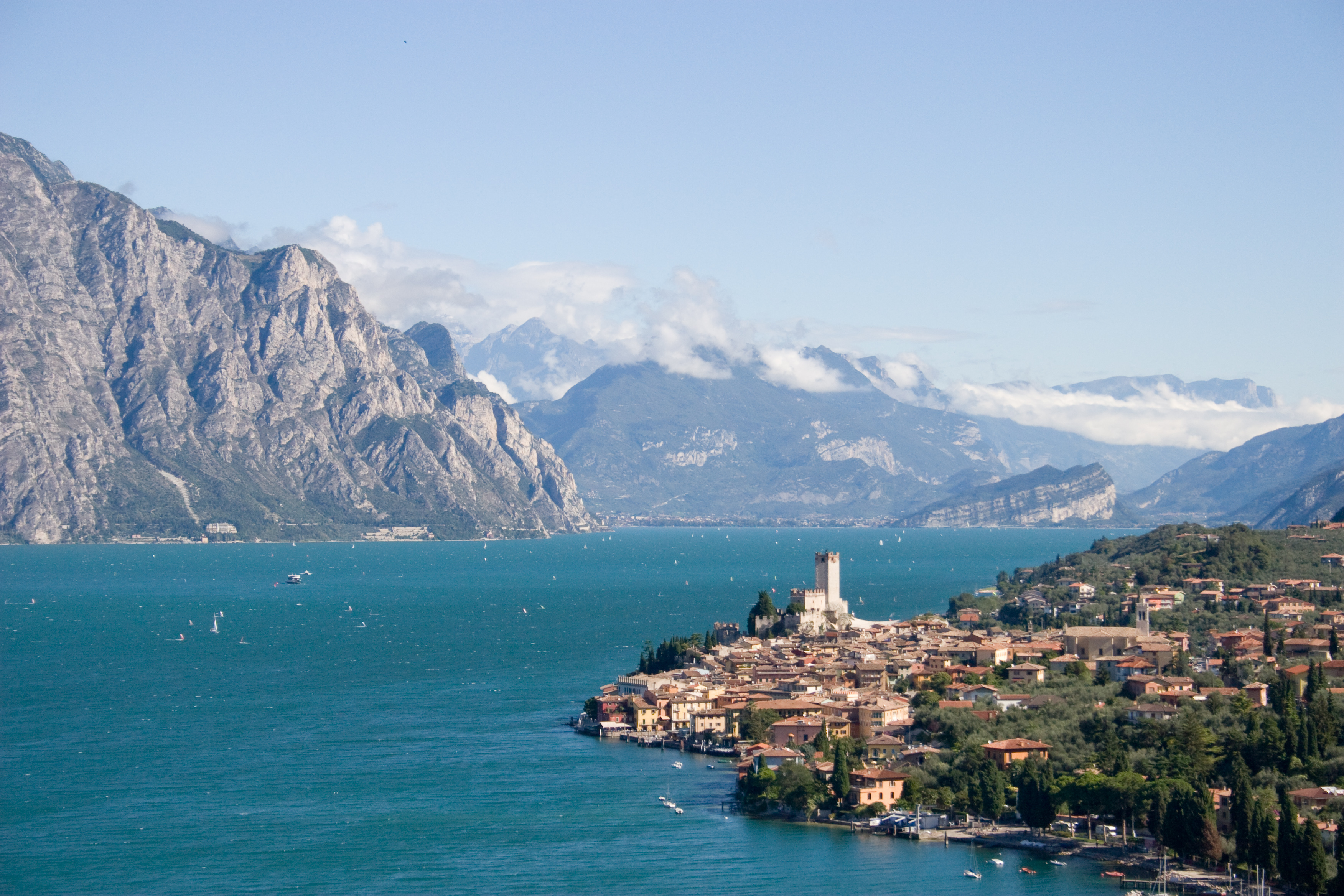
Гарда,  Италия
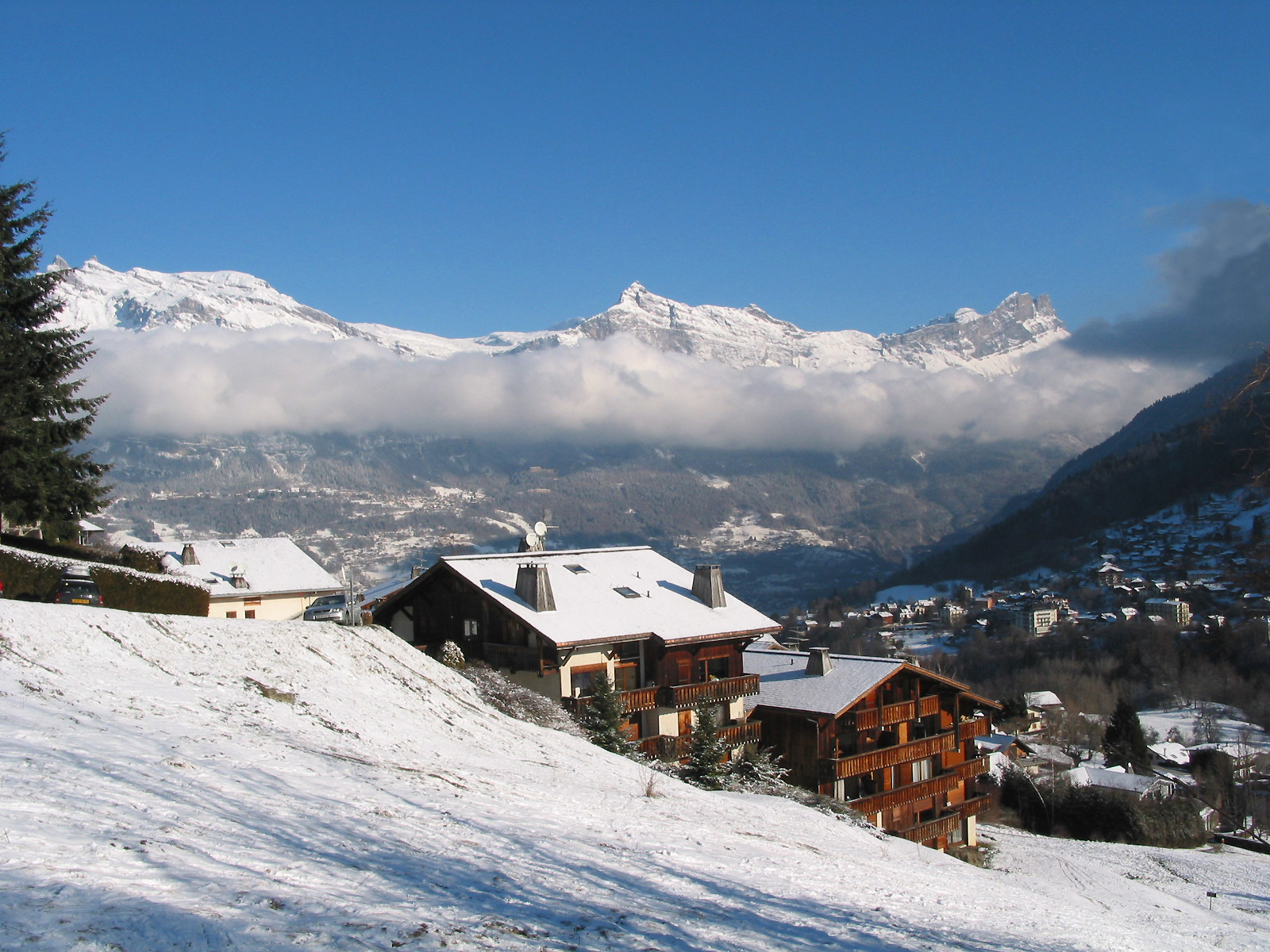
Сен-Жерве-ле-Бен,  Франция
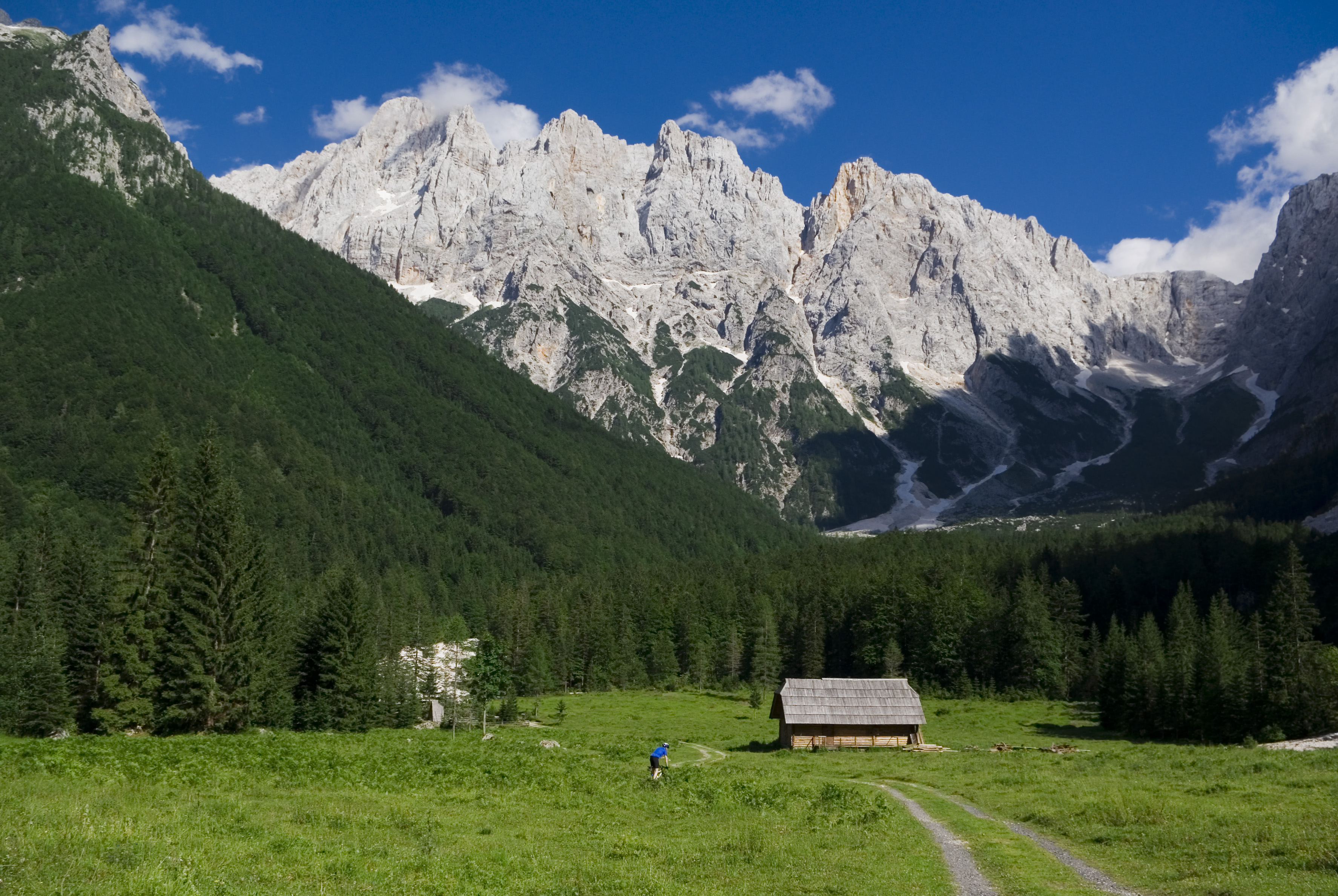
Юлийские Альпы,  Словения